# Fées de Cottingley
Vous lisez un « article de qualité » labellisé en 2010.

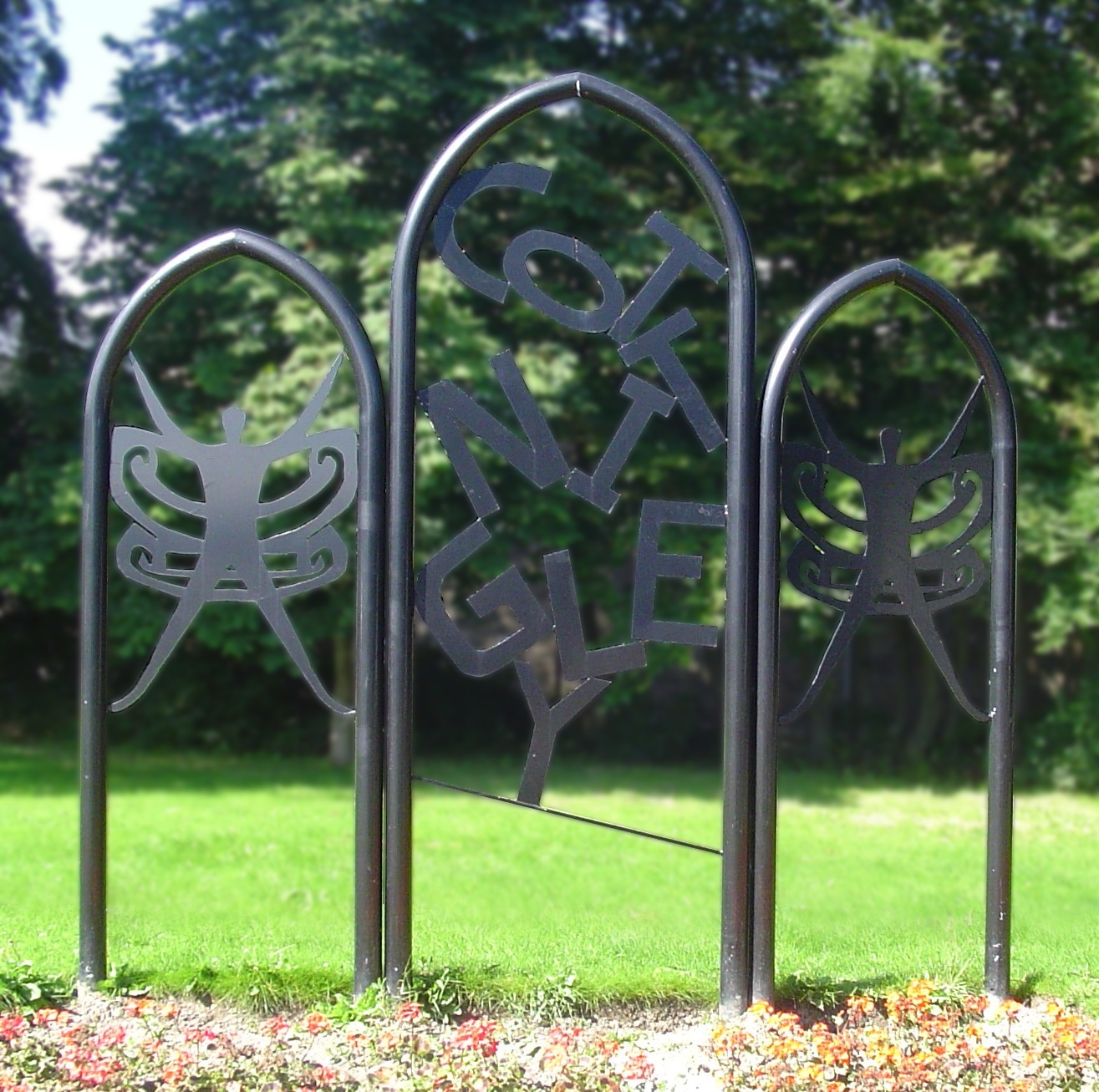
Panneau (signpost) du village de Cottingley, faisant référence aux fées.

« Fées de Cottingley » et « affaire des fées de Cottingley » font référence à une célèbre série de cinq photographies prises au début du XXe siècle par Elsie Wright et Frances Griffiths, deux jeunes cousines qui vivent à Cottingley, près de Bradford, dans la région du Yorkshire en Angleterre. Elles montrent les deux filles en compagnie de fées et d’autres créatures du petit peuple. En 1917, lorsque les deux premières photos sont prises, Elsie est âgée de 16 ans et Frances de 10. Ces photos attirent l'attention du célèbre écrivain écossais sir Arthur Conan Doyle, qui s'en sert pour illustrer plusieurs articles sur le sujet ainsi qu'un livre, The Coming of the Fairies. Il avait été chargé d'écrire dans l’édition du Strand Magazine pour Noël 1920. Conan Doyle, qui est spiritualiste, se montre enthousiasmé par les photographies et les interprète comme une preuve concrète de la réalité des phénomènes psychiques. La réaction du public est plus mitigée, certains pensent que les images sont authentiques, d'autres estiment qu'elles sont truquées.
L'intérêt du public pour les fées de Cottingley diminue graduellement après 1921. Les deux filles grandissent, se marient et vivent à l'étranger pendant longtemps. Pourtant, les photographies continuent à nourrir l'imagination du public puisqu’en 1966, un journaliste du Daily Express retrouve Elsie, alors de retour au Royaume-Uni. Cette dernière laisse entendre qu'elle croit avoir photographié ses pensées, et les médias s’intéressent à nouveau à l'histoire, organisant des rencontres avec les deux femmes qui nient toujours avoir monté un canular malgré des preuves apportées au fil du temps, entre autres par le scientifique sceptique James Randi. Au début des années 1980, Elsie et Frances, alors âgées d'environ 80 ans, déclarent que les photographies sont des trucages fabriqués à partir de fées en carton découpées dans un livre pour enfants populaire à leur époque. Frances a toutefois toujours affirmé que la cinquième et dernière photo est authentique.
Les photographies et les deux appareils utilisés par Elsie et Frances sont désormais exposés au National Media Museum de Bradford.

## Les photographies de 1917
J'apprends le français, la géométrie, l'algèbre et la cuisine à l'école en ce moment. Papa est rentré de France la semaine dernière après y être resté dix mois, et nous pensons tous que la guerre sera terminée dans quelques jours […] Je vous envoie deux photos, les deux de moi, l'une de moi en costume de bain dans notre cour arrière, et l'autre de moi avec des fées […] Elsie a pris celle-là,.

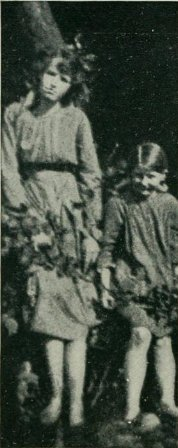
Photographie de Frances Griffiths et Elsie Wright prise par Arthur Wright en juin 1917, avec l'appareil photo qu'il venait juste d'acquérir.

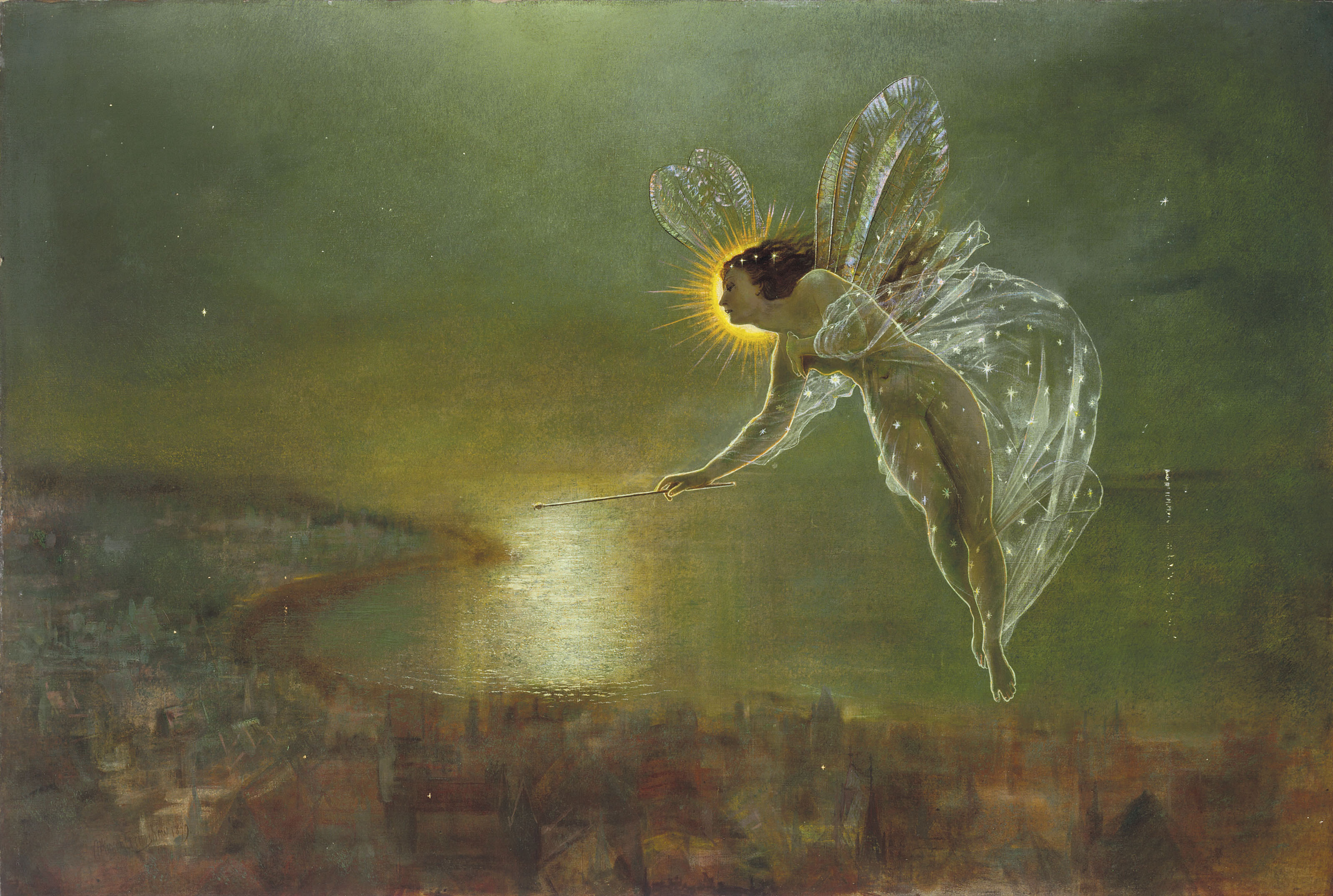
Spirit of the Night de John Atkinson Grimshaw, 1879. Dans le folklore anglais et contrairement au folklore français, les fées sont perçues comme de petits êtres ailés.

Au cours de l'été 1917, la petite Frances Griffiths, 10 ans, arrive au Royaume-Uni depuis l’Afrique du Sud avec sa mère. Elle est accueillie par sa tante Polly, la mère de sa cousine Elsie Wright, dans le village de Cottingley, comté du Yorkshire de l'Ouest. Elsie a 16 ans et les deux jeunes filles, qui partagent la même grande chambre mansardée, une forte complicité et le goût des escapades forestières, vont souvent jouer pendant des heures à côté de la rivière Beck qui coule au fond de leur jardin, loin de la vue de tous, et au grand dam de leurs mères puisqu’elles en reviennent un jour avec pieds et vêtements mouillés. Frances et Elsie répondent qu'elles sont allées près de la Beck pour voir des fées, et que les créatures du petit peuple (fées, gnomes et lutins) se rencontrent fréquemment dans la vallée qui entoure le village (même devenues grands-mères, les deux filles ont toujours affirmé avoir naturellement vu des fées dans cette région, et cette vision ne les a jamais surprises).
Par ailleurs, dans ses Chronicles and stories of Bingley and district, en 1904, Harry Speight dit qu'« autour de Bingley (village voisin de Cottingley) il y avait une forte croyance en l'existence des fées ». À Gilstead Crags, une ouverture dans la roche se nomme « Fairies Hole », les petites créatures l'utilisent pour danser et jouer […] Au Harden, dans une partie isolée de Deep Cliff, on peut entendre la musique des fées et ce qui ressemble à de minuscules vêtements blancs accrochés sur les arbres est visible durant les nuits claires.

### Prises
Selon Conan Doyle et Edward L. Gardner, c'est la mère d'Elsie, Polly (elle-même croit aux fées et aux dires des enfants) qui convainc son mari Arthur (il est électricien) de prêter son appareil photo, un Midg quarter-plate, afin que les filles puissent prouver qu'elles voient régulièrement le petit peuple dans la forêt. C'est ainsi qu'un samedi de juillet 1917, après le souper, le père d'Elsie charge l'appareil d'une unique plaque photographique et le donne aux deux filles. Elles reviennent de leur expédition moins d'une heure plus tard (trente minutes selon Magnús Magnússon), « triomphantes ».
Arthur Wright est un photographe amateur qui a créé sa propre chambre noire. L'image sur la plaque photographique (qu’il développe durant l'après-midi) montre Frances derrière un buisson, et au premier plan ce qui semble être quatre fées : trois d'entre elles sont ailées et dansent, la quatrième joue de la flûte. Connaissant la capacité artistique de sa fille, et sachant qu'elle a travaillé quelque temps dans un studio de photographe, il déclare que les fées ne sont que des découpages de carton. Deux mois plus tard (soit en septembre 1917), les filles empruntent à nouveau son appareil, et reviennent cette fois avec une photo d'Elsie assise sur la pelouse et touchant des doigts un gnome de trente centimètres de haut avec lequel elle semble jouer. Exaspéré par ce qu'il ne croit être « rien d'autre qu'une farce », et convaincu que les filles doivent avoir trafiqué son appareil photographique d'une certaine manière, Arthur Wright refuse de le prêter à nouveau jusqu'à ce qu'elles avouent la vérité. Son épouse, Polly, estime cependant que les photographies sont authentiques.
Le 9 novembre 1918, Frances envoie une lettre à Johanna Parvin, l'une de ses amies résidant au Cap, en Afrique du Sud, où elle a vécu la majeure partie de son enfance. Avec cette lettre qui fait part de la photographie d'une fée comme d'une chose tout à fait normale de la part d'une écolière de dix ans, Frances joint la fameuse photo d'elle en compagnie des fées. Au dos, elle écrit « C'est drôle, je n'en avais jamais vu en Afrique. Il doit faire trop chaud pour elles là-bas,. »
Les photographies restent d'abord dans le cercle familial, puis des imprimés sont distribués aux amis et aux voisins de la famille Wright, et à ceux des deux filles vers l'automne 1918.

### Présentation à la société théosophique
Polly Wright s'intéresse à l'occultisme pour avoir elle-même connu des expériences de projection astrale et posséder des souvenirs de ses vies antérieures. Elle assiste à une réunion de la société théosophique à Bradford durant l'été 1919. La conférence de ce soir-là porte sur le petit peuple. Polly ne peut s'empêcher de parler de la photographie de fée prises par sa fille à la personne assise à côté d'elle durant la soirée. Vers la fin de la réunion, les deux photographies de sa fille et sa nièce arrivent sous les yeux de l'orateur. Par voie de conséquence, Arthur Wright en fait des imprimés, puis elles sont rendues publiques. Deux « tirages bruts » sont présentés à la conférence annuelle de la Société à Harrogate, qui se tient à l'automne, quelques mois plus tard. Elles attirent l'attention d'un membre éminent de la Société, le responsable de la Blavatsky Lodge (branche théosophique londonienne), Edward L. Gardner, au début de l'année 1920,.

#### Intervention d'Edward L. Gardner

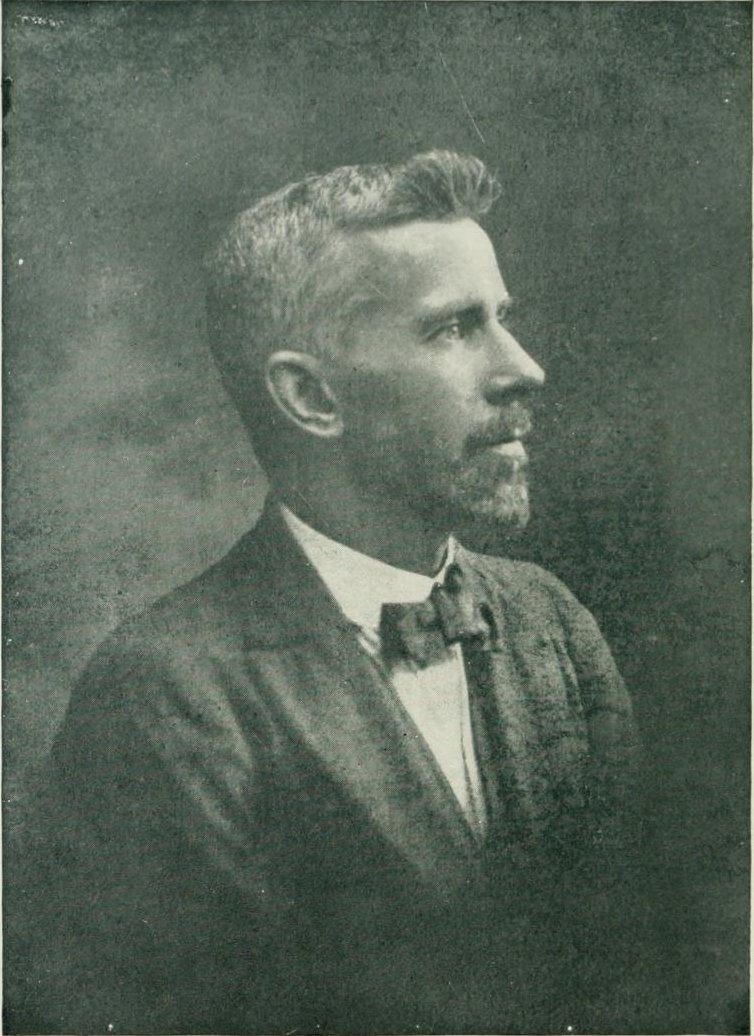

D'après Katharine Mary Briggs, Edward Gardner venait d'évoquer la possibilité de photographier les esprits. Par ailleurs, il voit dans les fées une branche d'évolution dérivant des insectes ailés. Selon une autre source, c'est M. Griffiths, lui-même théosophe pratiquant, qui envoie les clichés. Les photographies arrivent quoi qu'il en soit chez Gardner, à Londres. Il en reconnaît l'importance potentielle pour son mouvement. L'une des croyances centrales de la théosophie réside dans le fait que l'humanité tend, au fil de cycles d'évolution, à approcher de la « perfection » :
| Déclaration de Edward Gardner | Traduction française |
| --- | --- |
| …the fact that two young girls had not only been able to see fairies, which others had done, but had actually for the first time ever been able to materialise them at a density sufficient for their images to be recorded on a photographic plate, meant that it was possible that the next cycle of evolution was underway. | … le fait que deux jeunes filles aient non seulement été en mesure de voir des fées, ce que d'autres avaient fait, mais en plus aient pour la première fois été en mesure de les matérialiser à une densité suffisante pour que leurs images soient enregistrées sur une plaque photographique, signifie qu'il est possible que le prochain cycle d'évolution soit en cours. |

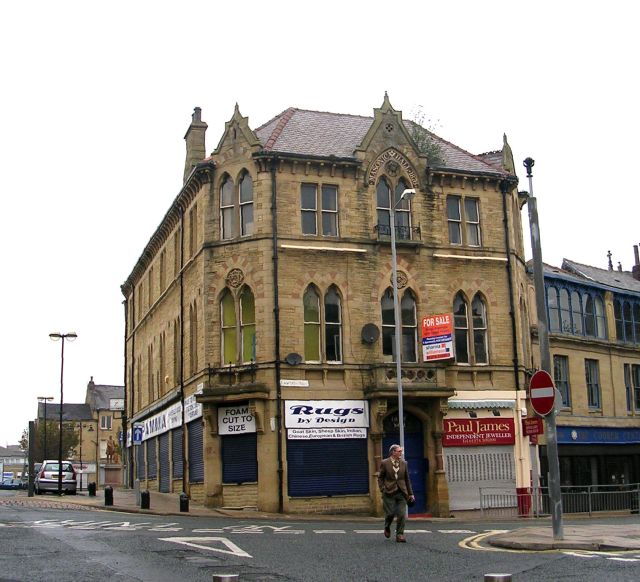
Le Masonic Hall. La société théosophique organisait des réunions dans des lieux de ce type.

Edward L. Gardner commence une correspondance avec la famille des deux jeunes filles,. Celles-ci lui paraissent « si innocentes » qu'il demande les négatifs d'origine sur plaque de verre à Arthur Wright, lesquels lui parviennent quelques jours plus tard. Familier des trucages photographiques, il les examine et n'y décèle aucun signe de supercherie.
Les deux photographies sont alors considérées comme une preuve affirmant la véracité des concepts promulgués par la société théosophique. L'époque est favorable à l'exposition de clichés montrant des esprits et des fantômes, bien que la plupart se révèlent plus tard être des doubles expositions de plaques photographiques (une personne récemment décédée peut alors sembler apparaître de façon « fantomatique » sur l'image développée, mais il s'agit en fait de deux images superposées). Ce fait était encore peu connu à l'époque. L'opinion populaire veut que les appareils photographiques soient capables de révéler la présence des esprits. Ce n'est que bien plus tard, avec les progrès de la photographie, que la prise de ce type d'images et l'intérêt du public pour le phénomène ont largement diminué.

#### Première expertise
L'analyse des clichés originaux tarde à venir, puis Gardner envoie les copies des négatifs à Harold Snelling, un expert en photographie qui se dit fort de trente ans d'expérience, spécialisé dans les « trucages parapsychiques ». Snelling les examine longuement et conclut dans une lettre du 31 juillet 1920 que « les deux négatifs sont tout à fait authentiques, et les photographies ne sont pas truquées […] [elles ne présentent] aucune trace de travail en studio impliquant des modèles en carton ou en papier »,,. Il ne va toutefois pas jusqu'à dire que les photographies montrent des fées, indiquant seulement que « ces photographies montrent avant tout ce qui était en face de l'appareil au moment où elles ont été prises ». Par contre, il pense qu'il n'y a eu qu'une seule prise de vue et que toutes les fées ont bougé pendant celle-ci, qui était instantanée. Il effectue des agrandissements et rend un verdict définitif une semaine plus tard, déclarant les photographies authentiques.
Gardner est désormais détenteur d'impressions des photographies « clarifiées » par Snelling, de nouveaux négatifs plus propices à l'impression,, et de plaques pour lanterne magique. En effet, le photographe corrige la première plaque, bien trop surexposée. Ce détail n'est révélé que soixante-trois ans plus tard, et c'est la photo retouchée qui devient célèbre. Snelling fournit les tirages photographiques qui sont disponibles à la vente après les conférences,, ces derniers sont utilisés dans le cadre des conférences que Gardner donne à travers le Royaume-Uni, par exemple à Mortimer Hall en mai 1920 à Londres, avec, d'après lui, un grand succès en raison de l'histoire des photographies. Une semaine plus tard, il reçoit une lettre de Sir Arthur Conan Doyle.

### Intervention de Sir Arthur Conan Doyle

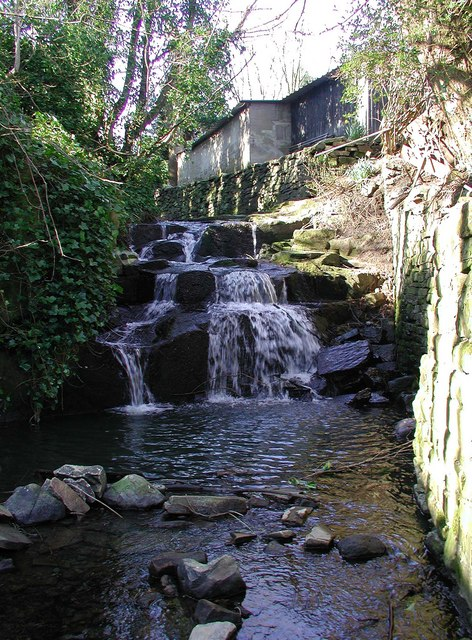
La rivière Beck à hauteur de Cottingley, où Frances et Elsie affirment être entrées en contact avec le petit peuple.

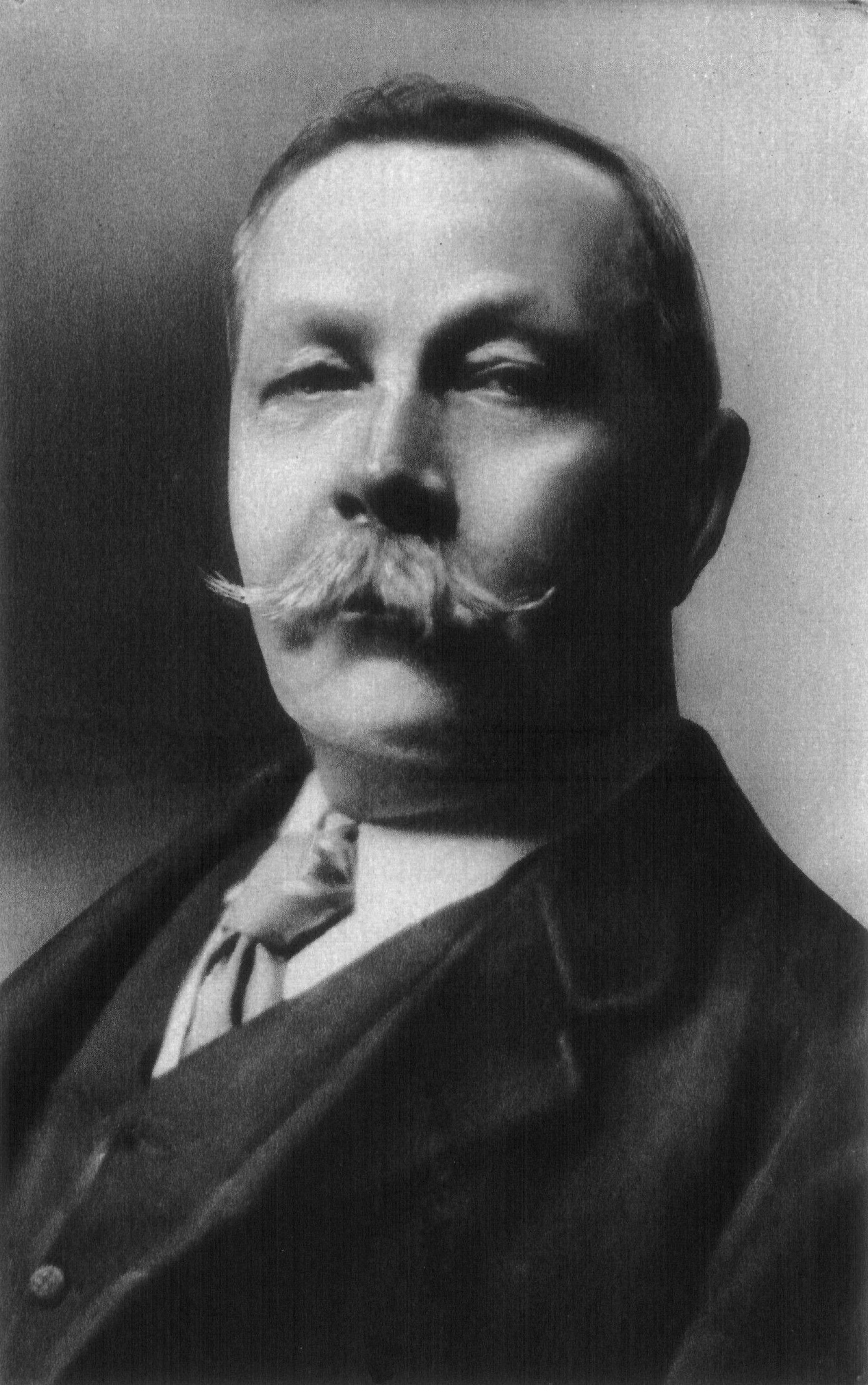
Le célèbre écrivain écossais Sir Arthur Conan Doyle a défendu la réalité des photographies des fées de Cottingley et largement popularisé l'affaire.

L'écrivain écossais et éminent spiritualiste Arthur Conan Doyle apprend l'existence des photographies par M. Gow, l'éditeur de la publication spiritualiste Light, à qui il venait demander des renseignements sur les fées en mai 1920. Ce dernier le renvoie vers Miss Felicia Scatcherd, qui lui confie à son tour l'adresse de la sœur d'Edward Gardner, une occultiste. Conan Doyle apprend que le membre éminent et militant de la société théosophique a rencontré deux fillettes du Yorkshire, qui disent entrer en contact avec les êtres féeriques durant leurs promenades forestières. Il se fait aussi rapporter que leurs parents ne les prennent pas au sérieux.
Plusieurs raisons expliquent que l'auteur de Sherlock Holmes s'intéresse de si près à cette affaire : depuis la mort de son fils (blessé lors de l'offensive de la Somme et victime de la grippe espagnole), il se passionne pour la psychographie (écriture d'un médium influencé par un esprit ou impression de visages de défunts sur des photographies), dans le but de recevoir un message de lui. Il devient par la suite vice-président de la Society for Study of Supernormal Pictures (SSSP), créée à Londres en 1919. Par ailleurs, il s'est passionné très tôt pour le mesmérisme, l'hypnose et la télépathie. Initié au spiritisme, il s'oppose particulièrement au matérialisme qu'il juge indéfendable d'un point de vue scientifique. Il a de qui tenir pour ce qui est de la croyance aux fées : son oncle, Richard Doyle, est un illustrateur de l'époque victorienne spécialisé dans les représentations du petit peuple tandis que son père, Charles Doyle, lui aussi dessinateur (entre autres) de fées, affirmait en voir dans ses dernières années, alors qu'il avait sombré dans l'alcoolisme et la folie.
The Strand Magazine venait de lui demander d'écrire un article sur les fées pour son numéro de Noël. Les photographies prises par les deux jeunes filles « lui sont apparues comme une aubaine » selon l'historien Magnús Magnússon. En juin 1920, il écrit à Miss Blomfield, cousine de Gardner, qui a étudié les photos de près. Elle n'y voit « rien qui indique une escroquerie ou un canular ». Il reçoit au même moment la lettre de Miss May Bowley, qui s'est livrée à un examen à la loupe des dites photographies et abonde dans le même sens, disant que l'apparence « plate » et trop claire des fées est due au fait qu'elles ne projettent pas d'ombre. Conan Doyle reçoit une copie des photos, et contacte Edward L. Gardner dans le but d'en apprendre davantage sur leur origine. Au début, et contrairement à l'opinion communément répandue, Conan Doyle s'est bien renseigné sur l'authenticité des photos.

#### Contact entre Conan Doyle et Edward L. Gardner
Gardner répond dans une lettre du 25 juin que les deux filles se montrent très timides et réservées, sont issues d'une famille d'ouvriers et joueraient avec les fées et les elfes dans la forêt depuis leur plus tendre enfance. Les deux hommes conviennent d'en apprendre plus sur ces photos qui « leur paraissent un peu trop belles pour être vraies ». Gardner encourage Conan Doyle à faire la lumière sur cette affaire aussi vite que possible car « deux enfants possédant ces dons sont rares, très rares » et si l'une d'elles tombe amoureuse, c'en sera probablement fini de son pouvoir. Il confie également à Conan Doyle le résultat de deux expertises préliminaires effectuées sur les photographies dont une par un spécialiste des photographies spirites : les deux concluent à leur authenticité.
Conforté par ces témoignages favorables, Conan Doyle demande à Gardner de mener une « enquête impartiale » sur l'authenticité des clichés. Les deux hommes se rencontrent à Londres afin de mettre en place leurs investigations. Conan Doyle décrit Gardner comme un homme « tranquille, équilibré, réservé, ni excentrique ni illuminé » (l'auteur de Cottingley: At Last the Truth et The case of the Cottingley fairies, Joe Cooper, le décrit comme solennel et portant souvent un nœud papillon). Il le charge de se mettre en contact avec les deux jeunes filles tandis que lui-même livre le résultat de ses investigations sur le papier,.
J'ai vu les magnifiques photos de fées que vous et votre cousine Frances avez prises, et je n'ai pas été intéressé à ce point depuis longtemps. Je vous enverrai demain l'un de mes petits livres car je suis sûr que vous n'êtes pas trop vieilles pour vivre des aventures. Je vais bientôt en Australie, mais je voudrais pouvoir passer une demi-heure à Bradford avant de partir et vous parler, afin d'entendre tout cela.
 Avec mes meilleurs vœux.

Cordialement

M. Gardner m'en a parlé,.

#### Échange épistolaire entre Conan Doyle et les Wright
Gardner confie l'adresse de la famille Wright à Conan Doyle, qui écrit à Elsie le 30 juin en lui envoyant également l'un de ses livres, la jeune fille apprécie énormément le geste,. Il envoie une seconde lettre à son père le même jour pour demander la permission d'utiliser des reproductions des clichés dans son article. Arthur Wright est « manifestement impressionné » que Conan Doyle soit impliqué, et donne son autorisation pour la publication dans une lettre datée du 12 juillet (il avoue plus tard avoir été très déçu que sa fille ait pu tromper Conan Doyle). Toutefois, Wright refuse de faire payer cette autorisation, arguant que, si elles sont authentiques, les photographies ne doivent pas être « salies » par l'argent. Conan Doyle lui répond le 14, depuis Crowborough, et exprime le souhait que les deux jeunes filles puissent prendre de nouvelles photographies de fées.

#### Première rencontre entre les Wright et Gardner
Fin juillet 1920, Gardner, suivant les conseils de Conan Doyle, se rend à Cottingley, dans le Yorkshire de l'Ouest, et y rencontre la famille Wright, à savoir Arthur, Polly, et Elsie. Frances vit alors chez ses parents, à Scarborough, à quelques kilomètres de là. Mrs. Wright l'accueille favorablement puisqu'elle a étudié la théosophie. Par la suite, il reconnaît les lieux où les photos ont été prises, ce qui le convainc de rejeter l'hypothèse du montage en studio photographique. De sa discussion avec Elsie, il retient son apparente sincérité et le fait qu'elle lui demande de rester discret. Ces faits le rassurent dans son opinion que des êtres du petit peuple se manifestent à Cottingley,. Le père d'Elsie, qui « impressionne favorablement » Gardner, lui dit qu'il était sûr que les photographies sont des faux et qu'en l'absence des filles, il a fouillé leur chambre à coucher et la zone autour de la rivière Beck, à la recherche de morceaux d'images ou de découpes, mais n'a trouvé aucune preuve. Lorsque Gardner demande à Elsie s'il est possible de réaliser d'autres photographies, celle-ci lui répond qu'elle ne peut y parvenir qu'en compagnie de sa cousine Frances et que, par chance, elles seront toutes deux réunies « dans une petite semaine ».

### Contre-expertises photographiques

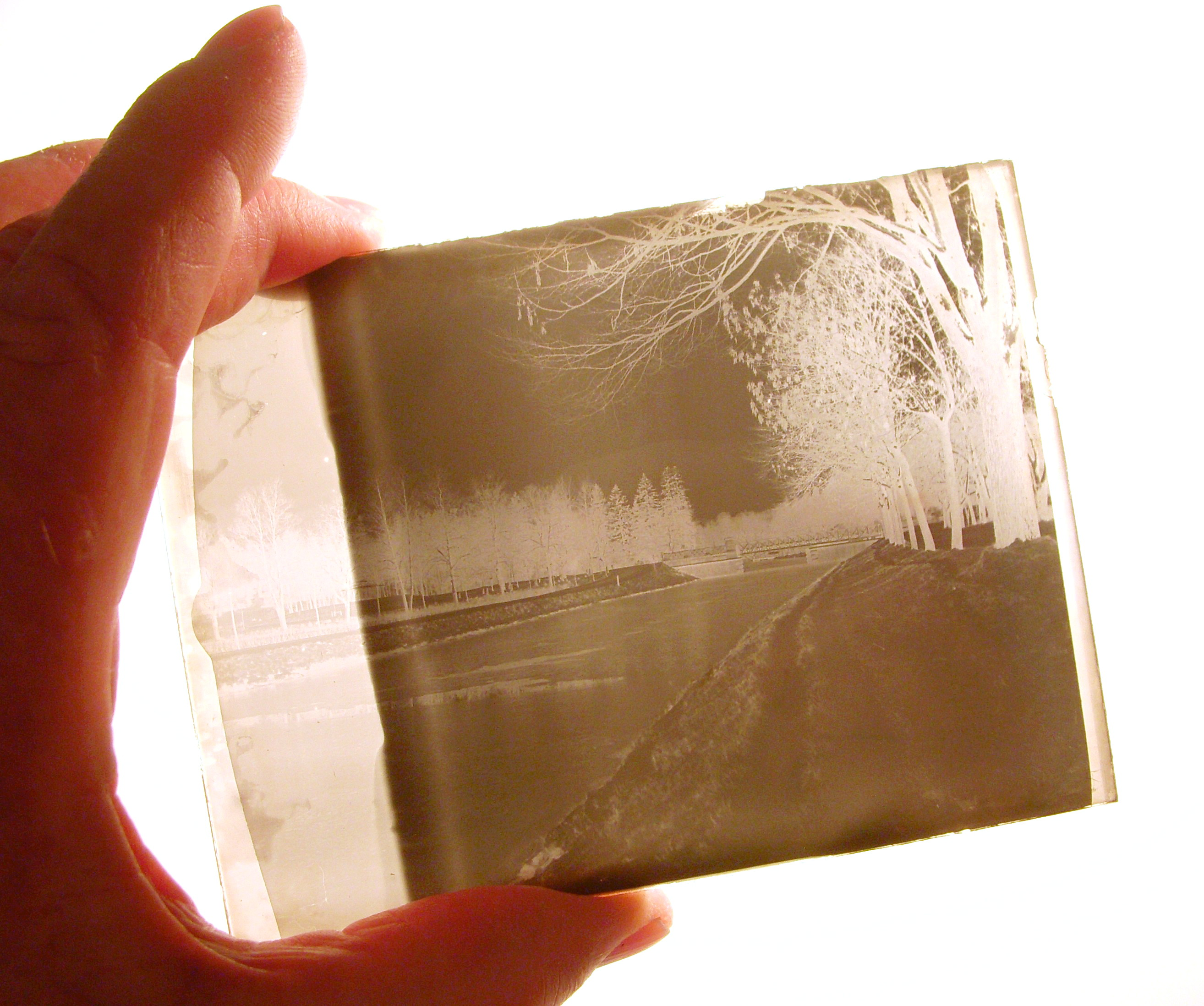
Exemple de plaque photographique, support sur lequel les photographies de 1917 ont été prises. Les plaques sont peu à peu supplantées par le film photographique au début du XXe siècle.

Après le résultat favorable de la première expertise photographique par Harold Snelling, Gardner et Conan Doyle demandent une contre-expertise par la société Kodak, et sont reçus par M. West, responsable du laboratoire de Kingsway. Plusieurs techniciens de l'entreprise examinent les tirages, et bien qu'ils conviennent tout comme Snelling que les images « ne montrent aucun signe de trucage », ils concluent que « ces clichés ne peuvent être pris comme une preuve concluante… qu'ils sont d'authentiques photographies de fées ». Kodak refuse de délivrer un certificat d'authenticité,. Gardner croit que les techniciens de Kodak n'ont pas examiné les photographies en toute objectivité, observant que l'un d'eux avait déclaré qu'« après tout, puisque les fées n'existent pas, les photos doivent avoir été truquées de quelque façon ». Les tirages sont également examinés par une autre société photographique, Ilford, qui déclare sans équivoque qu'elles sont « de toute évidence truquées ». Gardner et Conan Doyle, peut-être par optimisme, interprètent les résultats de ces trois évaluations par des experts comme deux en faveur de l'authenticité des photographies, et une contre. La plupart des experts s'accordent toutefois pour dire qu'il n'y a pas eu de double exposition des plaques, ce qui semble exclure la possibilité d'un trucage.
Conan Doyle rapporte que les photographies ont été prises grâce à un Midg « quarter-plate », sur des plaques Imperial Rapid. La première date de juillet 1917, un jour particulièrement chaud et ensoleillé, vers 3 heures de l'après-midi, et est prise à une distance de quatre pieds (environ 1,20 mètre). La seconde, datée de septembre 1917, a pour cadre un jour ensoleillé également (mais pas autant que le précédent), à 4 heures de l'après-midi, à une distance de huit pieds (environ 2,40 mètres). Frances et Elsie lui ont confié d'autres détails sur le petit peuple qui apparaît dans les photos : les couleurs des fées sont un mélange de mauve, de rose et de vert, bien plus apparent au niveau des ailes que sur le reste de leur corps. Le gnome aurait porté des collants noirs, un jersey dans les tons marron-rouge, et un chapeau rouge pointu.

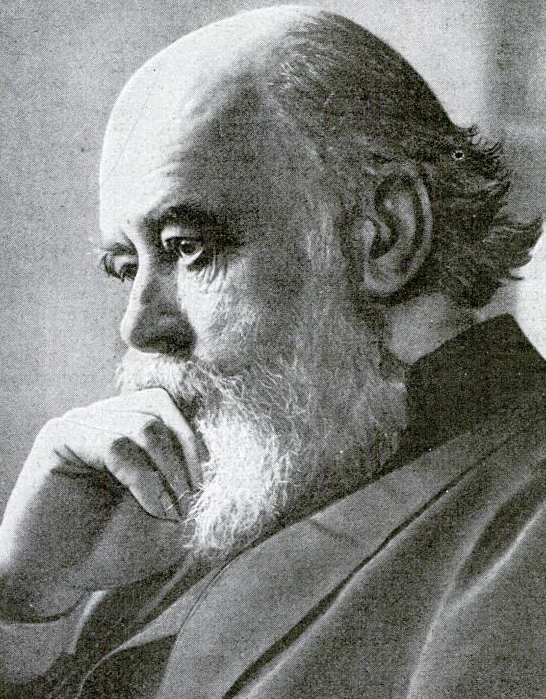
Sir Oliver Lodge est l'un des premiers à avoir déclaré les photos truquées.

De son côté, l'écrivain écossais obtient d'autres d'avis sur les clichés, dont celui du physicien Sir Oliver Lodge, qui les déclare truqués en suggérant qu'une troupe de danseurs masqués comme des fées a été prise en photo et sur-impressionnée sur un paysage rural,. Quelques amis spiritualistes de l'écrivain s'étonnent que des êtres d'autres plans se matérialisent et pensent que l'existence des photographies « complique le débat parapsychique ». M. Lancaster, un clairvoyant ami de Conan Doyle qui affirme avoir vu plusieurs fois des fées, exprime ses doutes quant à leur « coiffure distinctement parisienne » sur la photographie,.
Fred Barlow, un grand spécialiste des photographies spiritualistes, déclare tout d'abord en juin 1920 « être enclin à penser, en l'absence d'indications plus détaillées, que la photographie montrant les quatre fées dansantes n'est pas ce qu'elle prétend être ». Toutefois, à la suite de la publication de l'article de Conan Doyle, son attitude change radicalement, et il présente les trois photographies comme « les plus merveilleuses et intéressantes qu'il n'a jamais vues ».

## Les photographies de 1920

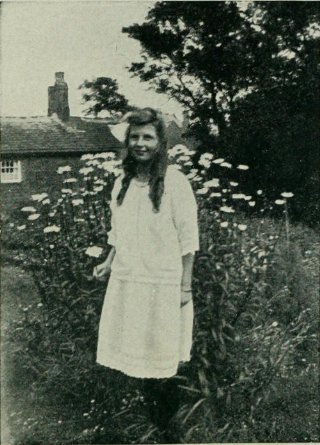
Photographie de Frances Griffiths prise en 1920.

Gardner croit la famille Wright honnête et respectable. Pour placer la question de l'authenticité des photographies « hors de doute », il retourne à Cottingley fin juillet avec deux appareils photographiques Cameo et 24 plaques photographiques secrètement marquées. Frances est invitée à rester avec la famille Wright pendant les vacances scolaires d'été, et vient en train depuis Scarborough afin de prendre plus de photos avec Elsie. Elle est alors à un mois de son 14e anniversaire, et titulaire d'une bourse d'études. Elsie, en revanche, a quitté l'école dès l'âge de 13 ans. Gardner décrit la méthode qu'il emploie avec les deux adolescentes dans son ouvrage de 1945 : Fairies: A Book of Real Fairies :
| Edward L. Gardner dans Fairies: A Book of Real Fairies | Traduction française |
| --- | --- |
| I went off, to Cottingley again, taking the two cameras and plates from London, and met the family and explained to the two girls the simple working of the cameras, giving one each to keep. The cameras were loaded, and my final advice was that they need go up to the glen only on fine days as they had been accustomed to do before and tice the fairies, as they called their way of attracting them, and see what they could get. I suggested only the most obvious and easy precautions about lighting and distance, for I knew it was essential they should feel free and unhampered and have no burden of responsibility. If nothing came of it all, I told them, they were not to mind a bit. | Je suis parti à Cottingley de nouveau, emportant les deux appareils photographiques et les plaques de Londres, j'ai rencontré la famille et expliqué aux deux filles le fonctionnement simple des appareils, avant d'en confier un à chacune. Les appareils ont été chargés, et mon dernier conseil a été qu'elles ne devaient aller dans la vallée que les beaux jours, comme elles avaient pris l'habitude de le faire auparavant, et d'y taquiner les fées, comme elles appelaient leur façon de les attirer, puis de voir ce qu'elles pourraient obtenir. Je ne leur ai donné que les conseils les plus simples et les plus évidents au sujet de l'éclairage et de la distance, car je savais qu'il était essentiel qu'elles se sentent libres et sans entraves, sans trop de responsabilités. Même si rien ne sortait de tout cela, leur ai-je dit, elles n'avaient pas à s'en faire le moins du monde. |

Il compte sur le fait que les deux filles soient ensemble pour que « la réunion de leurs auras produise un effet plus puissant ». Le 3 août 1920, Arthur Conan Doyle renvoie une autre lettre à Arthur Wright, dans laquelle il révèle que son article pour le Strand Magazine est achevé et illustré de deux estampes issues des photographies de 1917. Il voit Gardner le même jour et exprime à nouveau le souhait de recevoir de nouvelles photographies de fées lorsqu'il sera parti en Australie pour une tournée de conférences. Il demande à la famille d'être très prudente, de ne rien révéler des clichés, et promet de les protéger si la presse s'empare de l'affaire. Puis il part à l'autre bout du monde une semaine plus tard, quittant du même coup Gardner qui affronte ensuite seul les réactions du public face à la publication des clichés.

### Prises
La matinée était sombre et brumeuse, de sorte qu'elles n'ont pas pris de photos avant le dîner, quand la brume s'est dissipée et le soleil a brillé. Je suis allée voir ma sœur pour le thé, et je les ai laissées seules. Quand je suis rentrée, elles avaient seulement réussi deux photos avec des fées, j'ai été déçue. […] Elles y sont retournées samedi après-midi et ont pris plusieurs photos mais il n'y en avait qu'une seule montrant quelque chose, et c'est si étrange que nous ne pouvons y croire. Elsie s'occupe des plaques en ce moment et Arthur les a développées le lendemain.

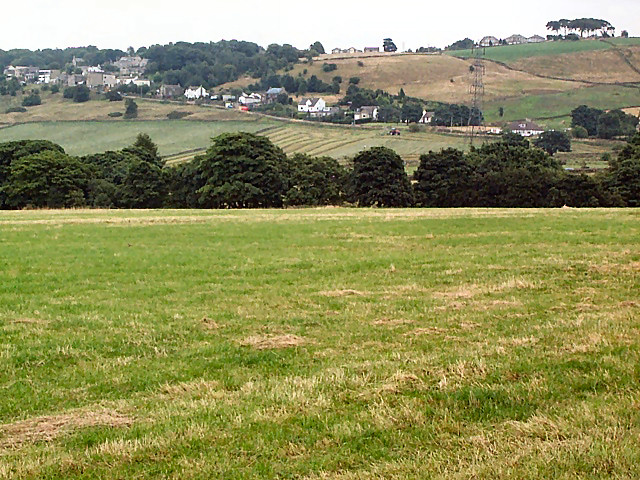
Le village de Cottingley et la North Bank Road. La rangée d'arbres marque le cours de la rivière Beck.

PS : Elle n'en a pas pris une en train de voler, après tout,.
Les deux jeunes filles n'ayant pris aucun cliché entre 1917 et août 1920, les parapsychologues supposent que leur don a disparu avec la puberté, et Conan Doyle s'inquiète de cette probabilité. Après la visite de Gardner, il pleut pendant deux semaines et jusqu'au 19 août, le temps est impropre à la photographie. Frances et Elsie insistent en disant que les fées ne se montrent pas si d'autres les regardent, et la mère d'Elsie rend alors visite à sa sœur pour le thé, laissant les filles seules. En son absence, elles prennent plusieurs photos, dont deux semblent montrer des fées. Dans la première, Frances et la fée bondissante, Frances est représentée de profil avec une fée près de son nez. La deuxième, La fée offrant un bouquet de campanules à Elsie, montre une fée en vol stationnaire ou sur la pointe des pieds se tenant sur une branche, et offrant une fleur à Elsie.

« La fée se tient debout, presque immobile, en équilibre sur les feuilles du buisson. Les ailes sont proches du jaune, et la partie supérieure de la robe est rose très pâle »

— Sir Arthur Conan Doyle, The Coming of the Fairies
Deux jours plus tard, les filles prennent une dernière photo : Les Fées et leur bain de soleil. Ces événements sont connus grâce à plusieurs lettres que Polly Wright envoie à Gardner.

Les sites où ont été prises les photographies des fées de Cottingley sont marqués des lettres A, B (pour celles de 1917) C, D et E (pour celles de 1920). Le cottage de la famille Wright est signalé par un X. La rivière Beck passe au nord, sous les arbres.

Les négatifs sont développés par Harold Snelling. Cette fois, deux clichés mettent en scène l'une ou l'autre des adolescentes et deux fées aux ailes figées. Le troisième montre un petit groupe de personnages féeriques dont les ailes semblent réagir au vent ou se mouvoir. Polly et Arthur Wright n'ont pas le même point de vue sur l'affaire. Si Polly reconnaît l'existence du petit peuple sans équivoque, ainsi que le prouvent ses lettres, son mari Arthur reste perplexe et a du mal à croire que Conan Doyle, qu'il tenait jusque-là en grande estime, ait pu être trompé par sa fille. C'est lui qui emballe soigneusement les plaques dans du coton et les retourne à Gardner, qui envoie depuis Londres un télégramme « extatique » à Conan Doyle le 6 septembre 1920, alors que ce dernier séjourne à Melbourne,,. Conan Doyle répond :
| Réponse de Conan Doyle au télégramme d'Edward L. Gardner | Traduction française |
| --- | --- |
| My heart was gladdened when out here in far Australia I had your note and the three wonderful pictures which are confirmatory of our published results. When our fairies are admitted other psychic phenomena will find a more ready acceptance […] We have had continued messages at seances for some time that a visible sign was coming through. | Mon cœur s'est réjoui lorsque, ici en Australie, j'ai pris connaissance de votre note et de la publication des trois magnifiques photos qui confirment les résultats que nous avons publiés. Quand la réalité de nos fées sera admise, les autres phénomènes psychiques trouveront une meilleure acceptation… Nous avons reçu des messages de façon continue, lors de séances pendant un certain temps, nous indiquant qu'un signe visible allait se manifester. |

Gardner prend soin de vérifier que les plaques qu'il reçoit sont bien celles qu'il avait données aux deux filles.

### Publication et réactions

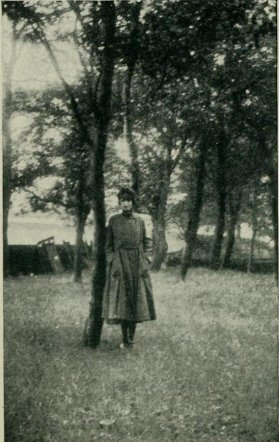
Elsie Wright en 1920, photographiée près du lieu où la photo du gnome a été prise.

L'article de Conan Doyle est livré en novembre 1920 puis publié dans le numéro du Strand Magazine de décembre, il contient deux tirages de plus haute résolution que les photographies originales de 1917. De très nombreux exemplaires se vendent en quelques jours de publication. Pour protéger l'anonymat des filles, Frances et Elsie ont été renommées respectivement Alice et Iris, tandis que la famille Wright porte le nom de « Carpenters ». En spiritualiste enthousiaste et engagé, Conan Doyle espère que, si les photographies parviennent à convaincre le public de l'existence des fées, celui-ci pourra accepter plus facilement la réalité d'autres phénomènes psychiques. Il termine son article par ces mots :
| Fairies Photographed : An Epoch-making Event, article de Conan Doyle dans The Strand Magazine de décembre 1920, | Traduction française |
| --- | --- |
| The recognition of their existence will jolt the material twentieth century mind out of its heavy ruts in the mud, and will make it admit that there is a glamour and mystery to life. Having discovered this, the world will not find it so difficult to accept that spiritual message supported by physical facts which has already been put before it. | La reconnaissance de leur existence va bousculer l'esprit matérialiste du XXe siècle hors de ses ornières boueuses et lui fera admettre qu'il y a du charme et du mystère dans la vie. Ayant découvert cela, le monde ne trouvera pas si difficile d'accepter le message spirituel, étayé par des preuves matérielles, qui lui a déjà été présenté. |

L'article reçoit un accueil mitigé, généralement un mélange « d'embarras et de perplexité », et si la plupart des lecteurs pensent qu'il s'agit d'un canular, les fées de Cottingley divisent et sont source de controverses et de disputes. L'opinion est partagée entre l'admiration pour les réalisateurs du trucage, la stupéfaction, l'hilarité et la colère.
Plusieurs journalistes de la région du Yorkshire mènent des enquêtes afin de retrouver les deux jeunes filles et d'en savoir plus. Bon nombre de ces personnes sont impressionnées par l'apparente sincérité des deux filles. L'une d'elles, pour la Westminster Gazette, brise l'anonymat de Frances et Elsie et conclut que Polly et Arthur Wright sont honnêtes, et que l'affaire reste « inexpliquée ». D'après Joe Cooper, cela n'amène pas grand chose de nouveau à l'affaire en comparaison avec l'article de Conan Doyle, Fairies Photographed: An Epoch-making Event, et sans les trois nouvelles photographies de l'été 1920, il estime que l'affaire se serait probablement tassée,. Elsie déclare que les fées qu'elle voit en 1920 sont plus éthérées qu'en 1917, ce que Conan Doyle interprète comme une preuve que certaines formes de médiumnité sont propres à l'enfance.
M. John A. Wade, dans le London evening News du 8 décembre 1920, apporte de nouvelles pistes de réflexion concernant le petit peuple à travers de nombreux témoignages de personnes affirmant « jouer avec des elfes » ou « danser avec des fées » dans la région du Yorkshire, entre autres vers Skipton. L'une d'elles était convaincue sur le coup de rêver ou d'être victime d'une hallucination, puis a accepté sa vision comme bien réelle. Il conclut son article par la question de savoir « s'il y a vraiment des fées dans le Yorkshire ».

#### Réaction des sceptiques

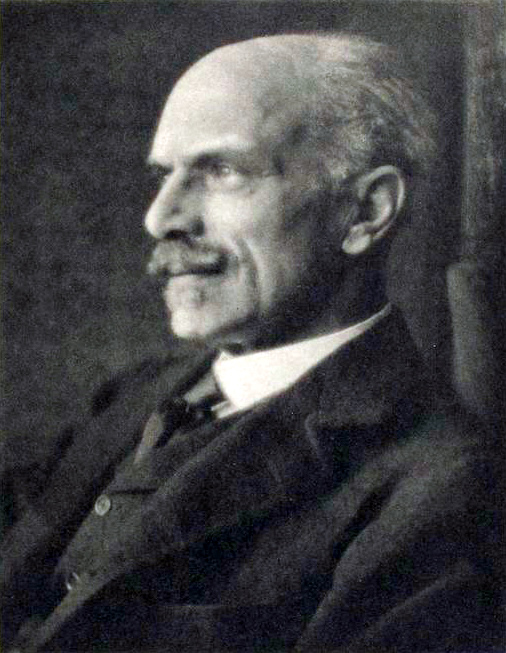
Maurice Henry Hewlett, auteur d'une série d'articles critiques sur les fées de Cottingley.

Conan Doyle devient la cible de nombreuses critiques et une opinion fréquemment partagée est qu'il a été abusé par une supercherie. L'historien, romancier et poète Maurice Henry Hewlett publie une série d'articles en ce sens dans la revue littéraire John O' London's Weekly, où il conclut :
| Maurice Henry Hewlett dans John O' London's Weekly                                                                                 | Traduction française |
| --- | --- |
| And knowing children, and knowing that Sir Arthur Conan Doyle has legs, I decide that the Miss Carpenters have pulled one of them. | Connaissant les enfants, je pense que les demoiselles Carpenter se sont moquées de Sir Arthur Conan Doyle. Traduction littérale : « Connaissant les enfants, et sachant que Sir Arthur Conan Doyle a des jambes, je conclus que les demoiselles Carpenter ont tiré l'une d'entre elles » (jeu de mots avec « pulling one's leg », c'est-à-dire « se moquer de quelqu'un ») |

Il demande aussi si « le truquage d'une photographie est plus difficile à admettre que l'existence objective de petits êtres ailés de quarante-cinq centimètres ». Le journal de Sydney, Truth, exprime une opinion similaire le 5 janvier 1921, et demande aux deux jeunes filles de révéler le « truc » :
| Article de Truth | Traduction française |
| --- | --- |
| For the true explanation of these fairy photographs what is wanted is not a knowledge of occult phenomena but a knowledge of children. | Pour obtenir la véritable explication de ces photographies de fées, il n'est pas nécessaire d'avoir des connaissances en phénomènes occultes, mais plutôt de bien connaître les enfants. |

L'un des critiques les plus virulents se révèle être le major John Hall-Edwards, un passionné de la photographie et un pionnier du traitement de radiologie médicale en Grande-Bretagne, qui écrit dans le Birmingham Weekly Post :
| Déclaration de John Hall-Edwards dans le Birmingham Weekly Post, | Traduction française |
| --- | --- |
| On the evidence I have no hesitation in saying that these photographs could have been "faked". I criticize the attitude of those who declared there is something supernatural in the circumstances attending to the taking of these pictures because, as a medical man, I believe that the inculcation of such absurd ideas into the minds of children will result in later life in manifestations and nervous disorder and mental disturbances. | À l'évidence, je n'hésite aucunement à dire que ces photos pourraient avoir été « truquées ». Je critique l'attitude de ceux qui ont déclaré qu'il y a quelque chose de surnaturel dans les circonstances qui entourent la prise de ces photos, car en tant que médecin, je crois qu'imprégner l'esprit des enfants de ces idées absurdes se traduira plus tard par des troubles nerveux et des troubles mentaux. |

Il évoque plusieurs possibilités de truquages, en commençant par s'appuyer sur la description d'Elsie par sa mère comme une enfant imaginative, artiste et familière des promenades en pleine nature, puis en parlant de découpes de carton, des progrès du cinéma, ou d'une rephotographie.
De manière générale, les sceptiques à l'égard des clichés notent que « les fées ressemblent étonnamment aux personnages traditionnels des contes de nourrice », mais aussi qu'elles arborent des « coiffures à la mode », et que les photographies sont particulièrement nettes, comme si des améliorations avaient été effectuées par un expert. Les experts photographiques concluent qu'ils pourraient produire le même type d'image en studio avec des découpages en carton, et une explication donnée pour la première photo est que Frances est debout derrière une table recouverte de verdure et de mousse, sur laquelle sont posées des fées en carton.

#### Réactions de sympathie
Certains journaux, comme l’Evening News et la Westminster Gazette, apportent leur soutien à Conan Doyle. Des personnalités publiques aussi. Margaret McMillan, la réformatrice éducative et sociale, écrit :
| Déclaration de Margaret McMillan                                                     | Traduction française                                                                    |
| ------------------------------------------------------------------------------------ | --------------------------------------------------------------------------------------- |
| How wonderful that to these dear children such a wonderful gift has been vouchsafed. | Quelle merveille que de voir ces chers enfants à qui un merveilleux cadeau a été donné. |

Le romancier Henry De Vere Stacpoole prend les photographies des fées au côté des filles sans les mettre en doute. Dans une lettre à Gardner, il écrit :
| Lettre de Henry De Vere Stacpoole | Traduction française |
| --- | --- |
| Look at Alice's [Frances'] face. Look at Iris's [Elsie's] face. There is an extraordinary thing called TRUTH which has 10 million faces and forms. It is God's currency and the cleverest coiner or forger can't imitate it. | Regardez le visage d'Alice [Frances]. Regardez le visage de Iris [Elsie]. Il y a une chose extraordinaire appelée VÉRITÉ, qui a 10 millions de visages et de formes. Elle est la monnaie de Dieu et le plus habile faussaire ne peut pas l'imiter. |

### Réfutation des objections
La série d'événements relatée dans ce petit volume est peut-être la mystification la plus élaborée et ingénieuse jamais jouée au public, ou bien elle constitue un événement qui fera plus tard date dans l'histoire humaine,.

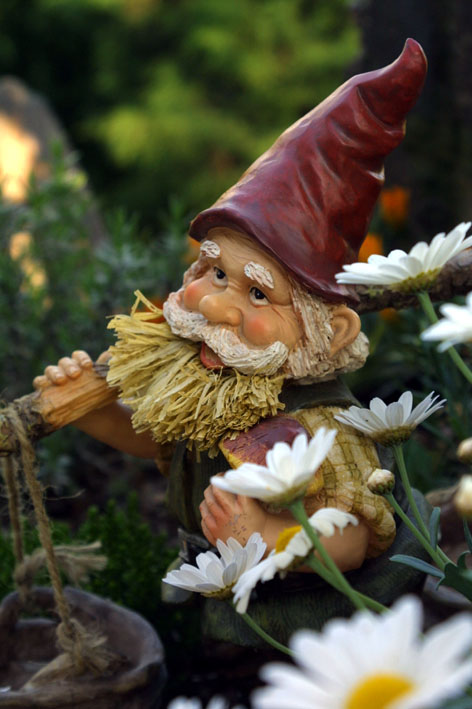
Le gnome, selon la représentation que l'on s'en fait dans la culture populaire, porte un bonnet rouge et une barbe blanche, tout comme celui qu'Elsie affirme avoir photographié.

Conan Doyle et Edward Gardner prennent soin de répondre aux sceptiques, mais ignorent les questions qui leur sont posées sur la vitesse d'obturation, la définition des photos ou encore les coiffures et les vêtements des fées, arguant entre autres que deux jeunes filles issues d'un milieu ouvrier sont incapables de supercherie. Dans le Yorkshire Weekly Post, Conan Doyle déclare que « si l'on considère que ce sont les premières photos que ces enfants ont faites de toute leur vie, il est inconcevable qu'elles aient été capables d'artifices techniques susceptibles de tromper des experts ». D'après les enquêteurs et les zététiciens, ce qui leur importe est la propagation de la doctrine théosophique et de la doctrine spiritualiste, grâce aux clichés qui leur apparaissent comme une preuve claire de l'existence du petit peuple.
Comme plusieurs théosophes, Gardner a effectué de longues recherches concernant le folklore féerique et entendu de multiples témoignages relatant des observations d'êtres fabuleux. Les zététiciens observent que les réactions des sceptiques n'ont jamais eu sur lui le moindre impact. Conan Doyle réfute lui aussi les objections des photographes les unes après les autres, imputant les incohérences ou l'absence des ombres portées par les fées à la « faible luminosité » qui émane de leurs corps éthérés. Dans The Coming of the Fairies, il apporte de nombreux arguments, notamment le nombre élevé de rapports d'observations de fées, le fait que le gnome de Cottingley ressemble à une créature islandaise similaire, et que son ami William Riley cite le Haut-Airedale et le Wharfedale comme des lieux où sont consignées des observations de pixies. Il voit dans les elfes une espèce intermédiaire entre l'être humain et le papillon, tandis que le gnome tiendrait davantage du papillon de nuit. D'après lui, il sera difficile, à la suite de cette affaire, de conclure à l'impossibilité que le petit peuple puisse exister : ces derniers sont peut-être aussi nombreux que la race humaine, et pourraient vivre à la surface de la terre en étant séparés par une différence vibratoire, puisque les humains sont limités par leurs perceptions. Il affirme qu'il est scientifiquement admis que certaines personnes perçoivent des choses que d'autres ne perçoivent pas : c'est le principe de la clairvoyance et de la médiumnité. Il se demande si les silhouettes féeriques sont des ectoplasmes produits par l'imagination des fillettes, et envisage déjà l'étude future du petit peuple grâce à de nouveaux moyens techniques permettant de les voir, et qui les rendront bientôt « aussi réels que les eskimos ». Par là-même, Conan Doyle affirme que le petit peuple possède une réalité physique, et non pas qu'il serait composé d'esprits intangibles.
Il désire fournir des preuves irréfutables, et acquiert du matériel photographique de pointe pour obtenir des clichés de meilleure qualité. Conan Doyle utilise les photos de 1920 pour illustrer un second article dans The Strand Magazine en mars 1921 (il a pris soin de payer les nouvelles photographies aux jeunes filles pour 20 £, ce qui représente une petite somme à l'époque). Il décrit d'autres comptes-rendus d'observations de fées dans cet article.
La position de Conan Doyle dans cette affaire a fait l'objet d'un débat entre l'historien sceptique Paul-Éric Blanrue qui relate les faits précédemment cités, et le défenseur de la parapsychologie Yves Lignon, sur le cercle zététique. Le premier estime que Conan Doyle a gravement manqué d'esprit critique dans cette affaire, tandis que le second affirme que l'auteur de Sherlock Holmes n'a pas tant pris parti dans la polémique. Toutefois, l'ouvrage de 1922 The Coming of the Fairies révèle très clairement la position de l'écrivain, qui « considère, après avoir examiné toutes les causes d'erreur possibles, que le dossier est recevable », que « toutes les objections possibles et imaginables ont été formulées et réfutées » et que « tous les doutes quant à l'honnêteté de l'entreprise furent balayés ; il était clair que ces photos, et surtout celles des fées dans le buisson, étaient impossibles à truquer ». Si Conan Doyle a bien rapporté la plupart des critiques qui lui ont été adressées dans son ouvrage, il n'en a jamais tenu compte selon Paul-Éric Blanrue qui conclut que « le seul et vrai reproche qu'on est en droit de lui adresser n'est pas de s'être intéressé aux fées : il est de n'avoir pas su mener une enquête avec la méthode que celle-ci requérait ».

## Dernière visite à Cottingley et tassement de l'affaire
J'ai détesté ces photographies dès l'âge de 16 ans, quand M. Gardner m'a tendu un bouquet de fleurs, et m'a demandé de m'asseoir avec lui sur l'estrade (lors d'une réunion de la société théosophique). J'ai réalisé à quoi je devais m'attendre si je ne restais pas cachée,.

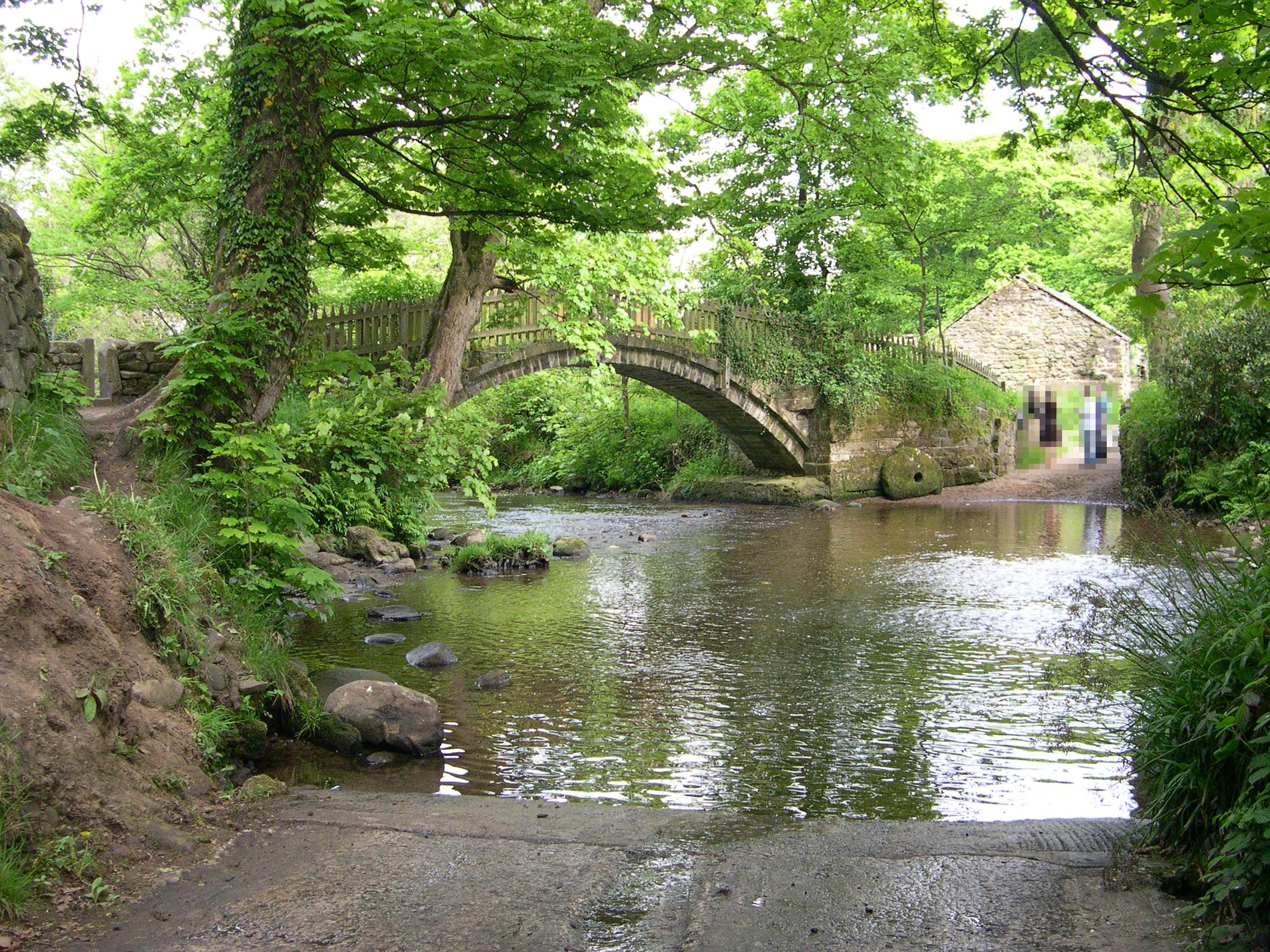
La rivière Beck à hauteur de Bingley, village voisin de Cottingley.

Gardner effectue une dernière visite de Cottingley en août 1921. Il apporte à nouveau des appareils de qualité (un stéréoscopique et une caméra) et des plaques photographiques à Frances et Elsie, mais est accompagné cette fois par le médium clairvoyant Geoffrey Hodson, un spécialiste des fées et des gnomes recommandé par Sir Arthur Conan Doyle, qui devait publier à ce sujet. Hodson voit dans les fées des esprits de la nature dévolus aux soins et à la croissance des plantes. Bien qu'aucune photo supplémentaire ne soit prise, au contraire, « il [Hodson] les a vues [les fées] partout » et relate ses observations grâce à de nombreuses notes de terrain décrivant avec précision les gnomes, nymphes des eaux, elfes des bois, fées aquatiques, brownies et autres gobelins qui croisent son chemin, leur apparence et leurs activités, et publiant les résultats dans son ouvrage Fairies at Work and Play. Il déclare aussi : « Je suis personnellement convaincu de la bonne foi des deux filles qui ont pris ces photos. J'ai passé quelques semaines avec elles et leur famille, et je suis assuré de l'authenticité de leur clairvoyance, de la présence de fées, exactement comme celles photographiées dans le vallon de Cottingley, et de l'honnêteté complète de toutes les parties concernées. ». Il ajoute que les deux filles sont clairvoyantes et que Frances est une médium capable de rendre visible le peu d'ectoplasme qui s'échappe du corps des fées. Toutefois, Elsie et Frances expliquent qu'elles n'ont plus le cœur assez pur pour que les fées les honorent de leur compagnie du fait de la puberté. Pour ne rien arranger, il pleut presque tout l'été alors que, selon les deux filles, les fées n'apparaissent qu'au soleil.
L'opinion populaire voudrait que Cottingley soit un village isolé, puisque la plupart des observations du petit peuple ont lieu loin de toute zone habitée. Ce n'est pas le cas : le village est situé tout près de Bradford. Toutefois, la rivière Beck est bordée de chênes, de frênes, d'arbustes épineux et de pierres traditionnellement associés aux activités surnaturelles et aux observations de fées. La zone où Frances et Elsie rapportent avoir vu les fées est soigneusement marquée, et comprend un réservoir d'eau ainsi qu'un pont médiéval.
Les deux filles semblent lassées de ce tapage autour des fées. Des années plus tard, Elsie regarde une photo de Frances et d'elle-même prise avec Hodson, et dit : « Regarde ça, marre des fées ! » Frances et Elsie ont avoué plus tard qu'elles avaient « joué le jeu » avec Hodson, « ont fait des bêtises » et ne le prenaient pas au sérieux.

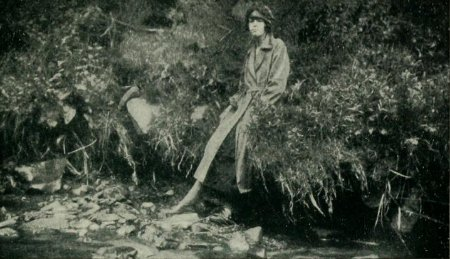
Elsie Wright en 1920, assise sur le buisson où la première photographie des fées de Cottingley a été prise.

Conforté par les dires du médium Geoffrey L. Hodson, Conan Doyle réutilise ses articles pour former la base de son livre publié en 1922 : The Coming of the Fairies. Comme auparavant, les photographies reçoivent un accueil mitigé, mais pire, l'ouvrage « le couvre de ridicule » au point que les spiritualistes et des amis comme J.M. Barrie se détournent de lui. Ce soutien inconditionnel à l'affaire venant de la part du créateur du personnage le plus froidement logique de la littérature anglaise (Sherlock Holmes) contribue à discréditer Conan Doyle, et à lui donner une réputation de « vieil homme crédule ». Des poèmes et des caricatures se mettent à circuler bien qu'il ne soit pas, et de loin, le seul à croire à la réalité physique des esprits élémentaires à son époque :
|  | |  | |
|  | Poème de J. E. Wheelwright |  | Traduction française |
|  | If you, Sir Conan Doyle, believe in fairies, Must I believe in Mister Sherlock Holmes? If you believe that round us all the air is Just thick with elves and little men and gnomes, Then must I now believe in Doctor Watson And speckled bands and things? Oh, no! My hat! Though all the t's are crossed and i's have dots on I simply can't Sir Conan. So that's that! |  | Si vous, Sir Conan Doyle, croyez aux fées, Dois-je croire en monsieur Sherlock Holmes ? Si vous croyez que l'air autour de nous est plein d'elfes, de petits hommes et de gnomes, alors, dois-je croire aussi au docteur Watson, dans les bandes tachetées et ce genre de choses ? Oh non, mon chapeau ! Bien que tous les t soient barrés et les i aient leurs points dessus, je ne peux tout simplement pas le faire, Sir Conan. C'est ainsi ! |

De la même manière, Gilbert Chesterton dit qu'« [il] y a longtemps que la mentalité de sir Arthur est bien plus proche de celle de Watson que celle de Holmes ».
Il aura tout de même apporté « une énorme publicité » à lui seul, défendant leur réalité jusqu'à sa mort (en 1930) bien qu'il ne se soit jamais rendu sur le site de Cottingley, et à tel point que « nulle part au monde les fées n'auront été aussi populaires qu'à Cottingley au début du XXe siècle ».
L'affaire en reste là pour longtemps.

## Investigations postérieures

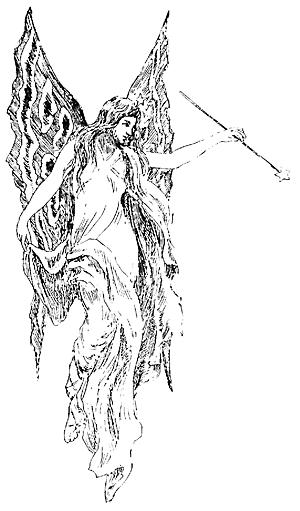
Exemple d'illustration de fée typique des livres pour enfants en Angleterre.

L'intérêt du public pour les fées de Cottingley disparaît progressivement après 1921, et les deux filles partent longuement à l'étranger : Frances retourne en Afrique du Sud et ne se remet jamais du harcèlement de la presse après l'affaire, puis déménage à Scarborough dans les années 1920, épouse le militaire Sydney Way en 1928, et finit par s'installer à Ramsgate. Elsie exerce divers métiers artistiques, émigre dans l'État du Maine où elle rencontre et épouse Frank Hill le 28 juillet 1926, se rend en Inde jusqu'en 1949, puis s'installe dans les Midlands avec son fils, et reste mariée toute sa vie durant,,. Ce n'est qu'après 1966 qu'Elsie et Frances attirent à nouveau l'attention des médias et de personnalités comme Austin Mitchell de Yorkshire Television, James Randi ou encore Katharine Briggs, tous intéressés par la recherche d'éléments de preuve. De 1966 aux années 1980, de plus en plus de documents tels que déclarations des critiques, expertises, enregistrements, cassettes, lettres et coupures de journaux, deviennent disponibles et permettent d'approfondir l'affaire des photographies. Elsie et surtout Frances se tiennent plutôt à l'écart et tentent de faire valoir le respect de leur vie privée. Par contre, une majorité de gens ne croit pas aux fées et s'en tient à la thèse des découpages de carton, disant que les fées étaient bien connues des livres pour enfants en 1917, et qu'à l'exception du gnome, celles des photographies sont habillées et coiffées à la mode. Ainsi, la spécialiste du folklore féerique Katharine Briggs se méfie de l'accoutrement des fées, bien que Robert Kirk et d'autres spécialistes aient signalé que les êtres du petit peuple portent les vêtements qui correspondent à leur époque et à leur pays.

### 1966, Peter Chambers
En 1966, Peter Chambers, journaliste au Daily Express, retrouve la trace d'Elsie qui est de retour en Angleterre. Elle admet dans une interview accordée cette année-là que les fées auraient pu être « des produits de son imagination », mais suggère aussi la possibilité qu'elle croit avoir réussi à photographier ses pensées. Les médias s'intéressent une fois de plus aux photographies prises par Frances et Elsie. Dans les années qui ont suivi la publication des photographies, des recherches menées notamment au Japon ont porté sur cette possibilité.

### 1971,Nationwide
Une émission de la BBC, Nationwide, programme un examen du cas en 1971 et filme les deux femmes durant dix jours, mais Elsie s'en tient à son histoire : « Je vous ai dit que ce sont des photographies issues de notre imagination, et c'est ce que je répète ». Frances déclare qu'Elsie était âgée de 16 ans et elle-même de 10 lors des faits, et qu'on ne garde pas si longtemps (donc, tout au long d'un demi-siècle) le secret d'une supercherie. Elles restent évasives bien qu'elles avouent leur sens de l'humour, avoir trompé Geoffrey Hodson en 1921, et l'absence d'une tierce personne quelconque lorsque les cinq photographies ont été prises (par ailleurs, elles mettent Arthur Wright hors de cause). Gardner venait de mourir l'année précédente et l'équipe tente d'utiliser cet argument pour les faire avouer, mais Elsie affirme son souhait de « ne pas bouleverser M. Gardner ».

### 1976, Austin Mitchell
Elsie et Frances sont interviewées par le journaliste Austin Mitchell en septembre 1976, pour une émission diffusée sur Yorkshire Television. Tous se rendent sur le site de Cottingley où ont été prises les photographies puis sous la pression, les deux femmes sont d'accord pour admettre qu'« une personne rationnelle ne voit pas les fées », mais nient fermement avoir truqué les photos. L'équipe de Yorkshire Television met en scène un montage à partir de découpes en carton et affirme que « les photographies auraient pu être réalisées ainsi ». Les deux cousines répondent que des centaines de personnes disent avoir vu des esprits de la nature. Austin Mitchell rencontre en effet sept personnes dans ce cas, et note leur tolérance à son égard.

### 1978, James Randi

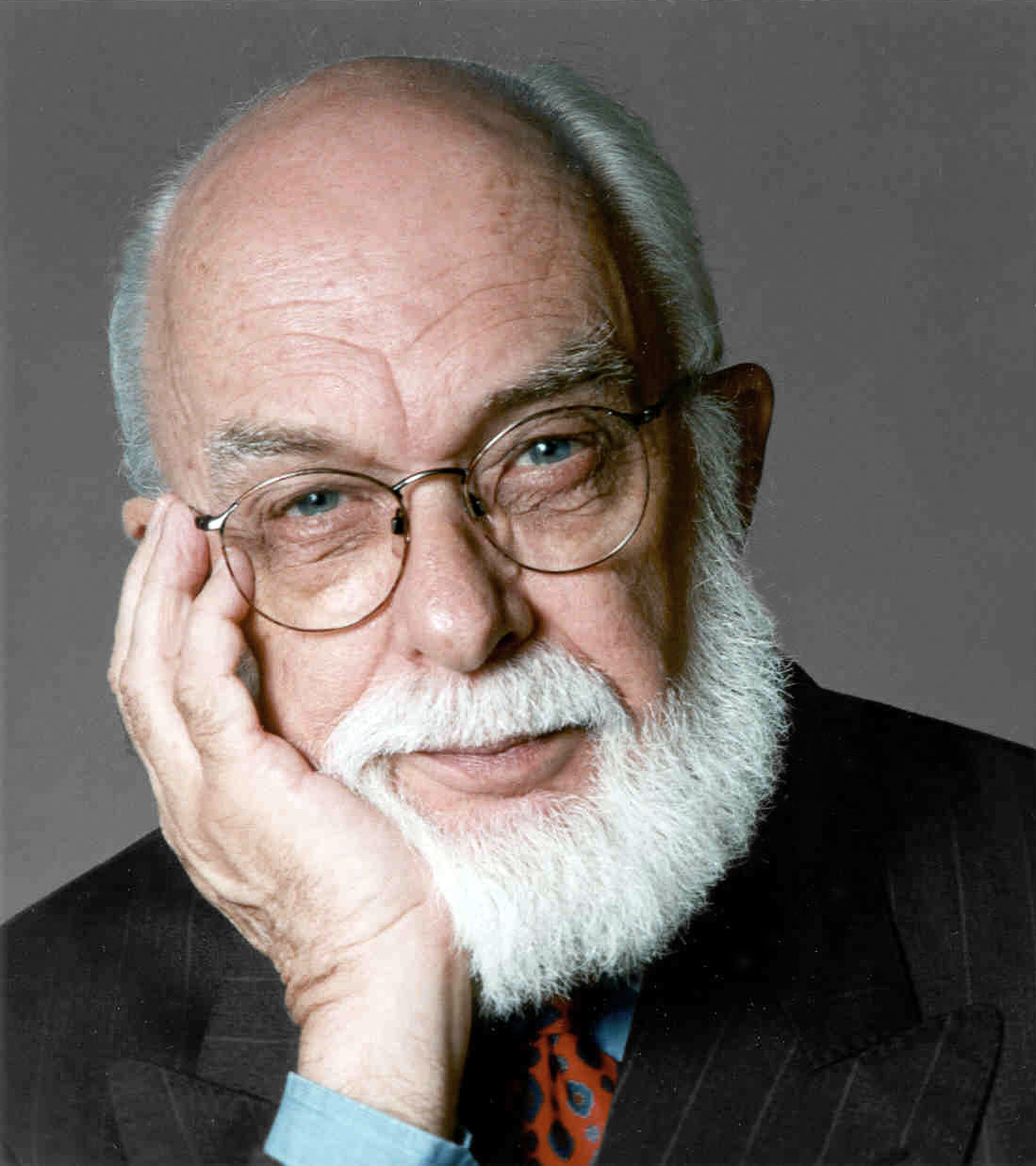
James Randi a épaulé le Committee for the Scientific Investigation of Claims of the Paranormal dans l'examen des photographies en 1978, qui a révélé le trucage.

En 1978, le scientifique sceptique James Randi (spécialiste de la démystification des phénomènes paranormaux) et une équipe du Committee for the Scientific Investigation of Claims of the Paranormal examinent les photographies, en utilisant un processus de « mise en valeur par ordinateur ». Ils concluent dans un rapport du New Scientist publié le 3 août 1978 que les photographies sont des faux et que des systèmes soutenant les fées peuvent être vus, que la plupart des informations techniques concernant le temps de pose et les distances de prise de vue étaient fausses, et qu'il ne faut pas oublier qu'Elsie a travaillé un temps dans une boutique de photographie. En 1977, l'écrivain spiritualiste anglais Fred Gettings avait déjà dressé un parallèle entre les photographies des fées présentes dans le livre de Conan Doyle et l'illustration de Sortilège pour une fée, un poème d'Alfred Noyes publié en 1915 dans Princess Mary's Gift Book, un livre pour enfants qui connaissait un grand succès à cette époque,. James Randi note ce point et fait remarquer qu'Elsie a toujours aimé la peinture, la photographie et le dessin, ce qui aurait pu la conduire à dessiner de fausses fées. Il se montre particulièrement critique envers la théosophie qu'il décrit comme « une religion qui accepte l'existence des elfes, fées, gobelins, et d'autres fadaises ». Il rencontre personnellement Elsie, qu'il décrit comme une « femme pleine de fougue, rapide et vive, mais toujours en train de nourrir en vain la vision d'une ouverture sur Broadway, qui ferait un film de sa biographie ».
De l'autre côté, les défenseurs de l'authenticité des photos font remarquer qu'Elsie a travaillé chez un photographe six mois et s'est livrée à des tâches peu techniques, qu'elle a toujours affirmé avoir vu des fées, et que ses dessins ne sont pas mieux faits que ceux de n'importe quelle autre adolescente de 16 ans. De plus, dans l'illustration de Sortilège pour une fée, les belles dames sont dépourvues d'ailes. Les systèmes d'attaches révélés dans le rapport du New Scientist sont selon eux des traînées d'impression.

### 1982-1983, Geoffrey Crawley
Geoffrey Crawley, rédacteur en chef du British Journal of Photography, entreprend une « enquête scientifique majeure sur les photographies et les événements qui les entourent ». Elle est publiée entre 1982 et 1983, il s'agit de « la première analyse d'après-guerre de l'affaire ». Il en conclut également que les photographies sont des faux.

## Aveux

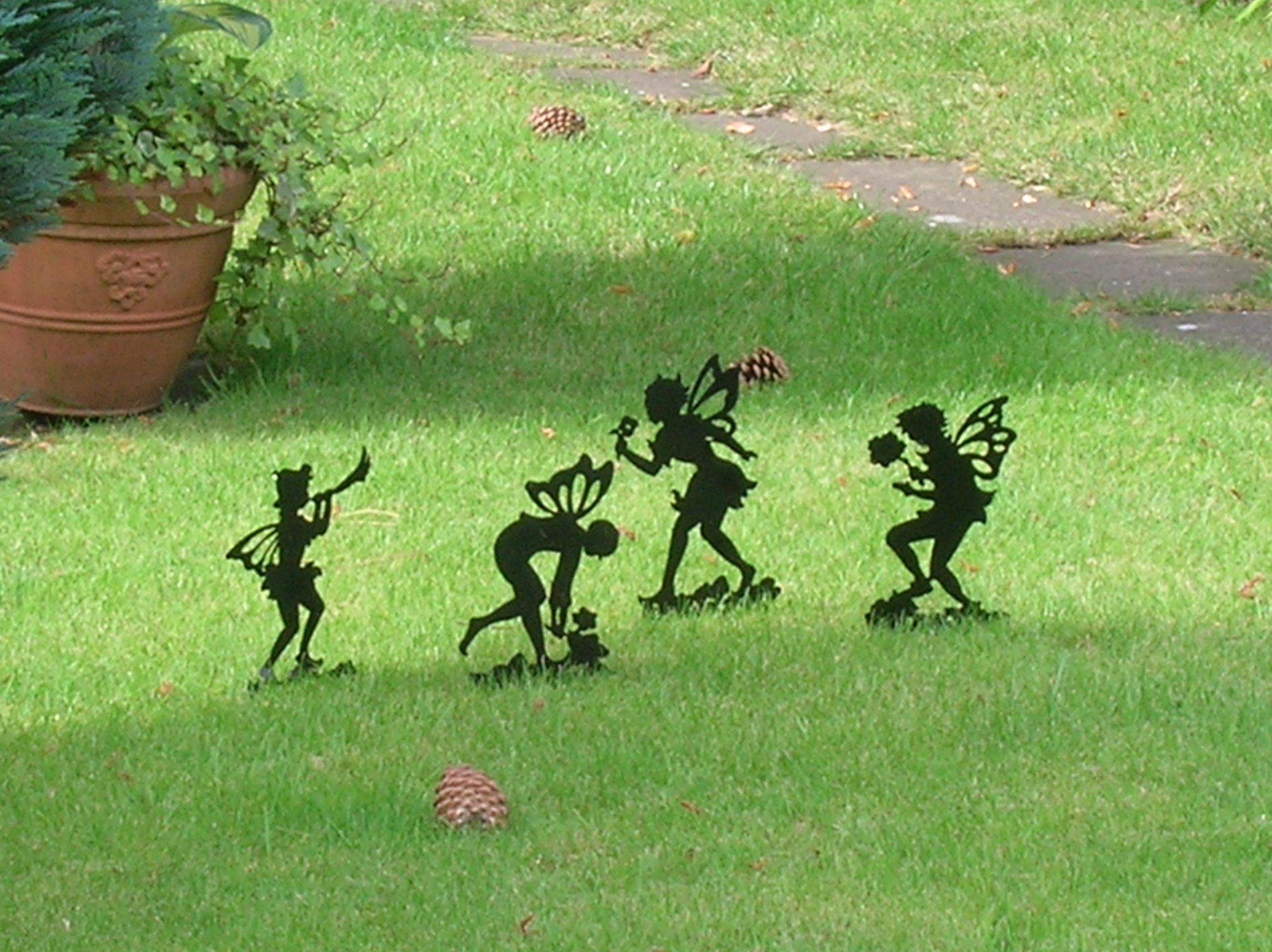
Fées décoratives dans un jardin de Cottingley, en référence à l'affaire des photographies.

En février 1983, Elsie Wright, alors âgée de 83 ans, prend connaissance de l'article de Geoffrey Crawley dans le British Journal of Photography et avoue dans une lettre de neuf pages envoyée à l'auteur (ensuite publiée dans le magazine The Unexplained) que les photographies sont truquées, bien que les deux cousines affirment toujours qu'elles ont réellement vu des fées. Elsie avait pris les illustrations du petit peuple dans Princess Mary's Gift Book de Claude Arthur Shepperson, et notamment le poème d'Alfred Noyes, A Spell for a Fairy (Sortilège pour une fée), un livre populaire pour enfants auquel Conan Doyle avait collaboré pour écrire Bimbachi Joyce. Ce dernier a d'ailleurs dû en recevoir un exemplaire par son éditeur à l'époque, et n'aura a priori jamais relevé la ressemblance.
Les deux filles ont découpé les personnages en carton avant d'éliminer un certain nombre de leurs accessoires ou d'en ajouter de nouveaux, puis de les fixer dans des herbes ou des branchages à l'aide d'épingles à chapeau, afin de prendre la photographie. On voit d'ailleurs distinctement la pointe d'une épingle à chapeau ressortir au milieu du découpage du gnome, et Conan Doyle aura été jusqu'à prétendre qu'il s'agit d'un ombilic. Ce témoignage est corroboré par Frances (alors âgée de 76 ans) qui maintient qu'il s'agissait de « pieux mensonges ». Elsie confie qu'elle avait éprouvé de la compassion pour sa cousine, qui se faisait chahuter par d'autres écolières après la parution dans le Strand Magazine, et à l'égard de Conan Doyle qui venait de perdre son frère cadet et son fils. D'un commun accord, elles avaient décidé de garder le secret de l'affaire jusqu'au décès de Conan Doyle et d'Edward Gardner. Elles sont cependant en désaccord sur la cinquième et dernière photographie, que Conan Doyle décrit de cette manière :

« Assise sur le bord supérieur gauche, les ailes bien déployées, se trouve une fée sans aucun voile qui semble se demander s'il est l'heure de se lever. Une lève-tôt un peu plus âgée se trouve sur la droite, avec une chevelure abondante et de superbes ailes. Son corps un peu plus lourd peut être aperçu au travers de sa robe de fée. »

— Sir Arthur Conan Doyle, The Coming of the Fairies
Elsie a maintenu qu'il s'agissait d'un faux comme toutes les autres, mais Frances a insisté sur le fait qu'elle est authentique. Dans une interview accordée à Joe Cooper au début des années 1980, Frances a déclaré :
| Déclaration de France Griffiths | Traduction française |
| --- | --- |
| It was a wet Saturday afternoon and we were just mooching about with our cameras and Elsie had nothing prepared. I saw these fairies building up in the grasses and just aimed the camera and took a photograph. | C'était un samedi après-midi pluvieux, nous étions en train de nous amuser avec les appareils photographiques et Elsie n'avait rien prévu. J'ai vu ces fées dans les herbes, je les ai juste visées avec l'appareil et j'ai pris une photographie. |

Toutes les deux ont affirmé être auteur de la cinquième photo. Dans une lettre publiée dans le journal The Times du 9 avril 1983, Geoffrey Crawley explique ce différend en suggérant que la photographie soit « une double exposition involontaire des découpes de fées dans l'herbe », et que « les deux dames peuvent être tout à fait sincères en croyant que chacune d'elles a pris la photo ». À l'époque, les deux jeunes filles avaient suggéré que les cocons apparaissant sur la photo sont utilisés par les fées pour prendre des bains de soleil après de longues périodes de pluie ou de brume.
Dans une interview télévisée accordée en 1985 pour l'émission Arthur C. Clarke's World of Strange Powers, Elsie a déclaré qu'elle et Frances étaient trop gênées d'avouer la vérité après avoir trompé l'auteur de Sherlock Holmes : « Deux enfants d'un village et un homme brillant comme Conan Doyle, eh bien, nous ne pouvions que garder le silence ». Dans la même interview, Frances a déclaré n'avoir jamais considéré les photographies comme étant une fraude, et que c'était l'idée d'Elsie : « je me suis bien amusée et je ne comprends pas à ce jour pourquoi ces photos ont été prises, ni pourquoi tant de monde voulait être dupe »,. De même, Elsie Wright a fait part de son incrédulité en voyant que la « petite blague » d'une enfant et d'une adolescente a pu tromper tant de personnes pendant tant et tant d'années.
En 1990, le livre de Joe Cooper intitulé The case of the Cottingley fairies (« L'Affaire des fées de Cottingley ») est publié à la suite d'une longue enquête et étude de l'auteur sur la biographie de Frances et Elsie. Colin Wilson dit dans la préface du livre qu'il est « aussi proche que nous ne le serons jamais de la vérité complexe derrière le cas des fées de Cottingley ».

## Postérité

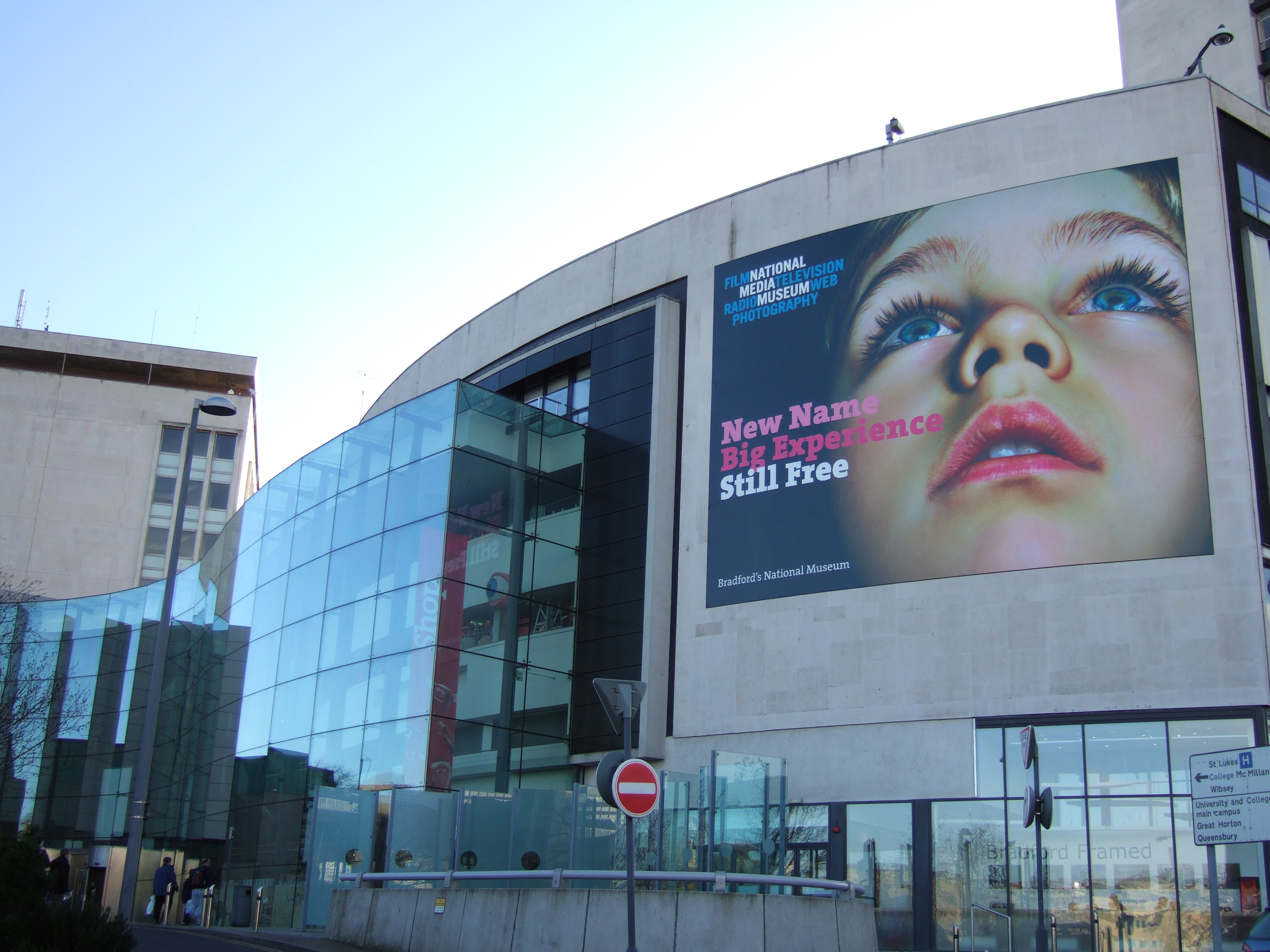
National Media Museum de Bradford, où sont exposés des clichés ainsi que divers objets en rapport avec les fées de Cottingley.

Frances décède en 1986, et Elsie en 1988, mais les deux femmes ont fait entrer les fées de Cottingley dans l'Histoire. L'affaire n'a jamais cessé de prêter à controverse, et a toujours fait l'objet de nombreuses réflexions pour savoir comment quelques photographies truquées ont provoqué cet enchaînement de circonstances, bien au-delà de ce que Frances et Elsie auraient pu prévoir. James Randi dit que les deux petites filles ont créé un canular innocent, et que les adultes se sont emparés de l'affaire, tandis que les enfants n'ont eu aucun contrôle sur les événements.

### Doutes et avis sur la cinquième photographie

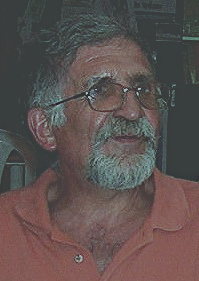
Yves Lignon, tout comme Joe Cooper, affirme que la 5e photographie demeure inexpliquée.

La principale source des controverses récentes est la cinquième photographie : comme dans les ghost stories où traditionnellement, une incertitude demeure dans l'esprit du lecteur, Frances a toujours affirmé qu'elle est authentique. Le défenseur de la parapsychologie Yves Lignon affirme que Bain de soleil dans le nid aux fées reste inexpliquée et que certains spécialistes jugent toujours son trucage impossible, il n'est pas le seul puisque la fille de Frances, Christine Lynch, a révélé en 2009 qu'elle croit, tout comme sa mère, que les fées de la cinquième photo sont authentiques. Joe Cooper disait la même chose dans son ouvrage publié en 1990, The Case of the Cottingley Fairies : « Personne n'a jamais été en mesure de donner une explication satisfaisante quant à ce qui semble apparaître sur cette image ». D'après John M. Lynch, Cooper n'exclut pas la possibilité que la cinquième photographie soit réelle et prouve l'existence des fées, c'est d'ailleurs ce qui est suggéré dans bon nombre d'ouvrages à tendance « spiritualistes » ayant pour thème la féerie,.

### Adaptations, satires et références dans la culture populaire
Un roman basé sur l'affaire a été écrit par Steve Szilagyi en 1992 : Photographing Fairies. Il est critiqué ainsi par le Washington post : « fascinant et décalé, une gâterie irrésistible… et un roman qui fait vibrer avec la tension d'un policier ». Le Los Angeles Times le qualifie de « remarquable roman, plein de charme et d'enchantement ». Il sert de base à un film produit en 1997, pour le 80e anniversaire de l'affaire : Forever. Un mois plus tard sort Le Mystère des fées : Une histoire vraie, inspiré lui aussi par les événements entourant les fées de Cottingley, et projeté en avant-première à Bradford, ville historiquement liée à l'affaire, en février 1998. James Randi l'a critiqué positivement, le réalisateur Charles Sturridge ayant selon lui respecté presque parfaitement le déroulement de l'affaire dans le synopsis, toutefois, d'autres critiques s'étonnent du parti pris par ce film : « le choix artistique central soulève ici deux questions esthétiques et éthiques. À savoir, le film insiste sans ambiguïté sur le fait que la vision des fées était réelle, sans l'ombre d'un doute - malgré le fait que les photos y sont truquées ». Ce film soulève la question du conflit entre les scientifiques et ceux qui croient en la magie, et par là entre une vérité décevante et un mensonge réconfortant.
L'affaire a été satirisée plus d'une fois, entre autres par John Crowley, ou encore par le spécialiste anglais des fées Brian Froud dans plusieurs ouvrages, notamment celui qu'il a produit avec Terry Jones (des Monty Python) : Lady Cottington's Book of Pressed Fairies, traduit en français sous le nom de Le Livre de fées séchées de lady Cottington, et présenté comme un herbier. Dans la préface de l'ouvrage, et disant que ses photos fictives ont été publiées en 1907, il affirme que J.M. Barrie reconnaît au moins l'une des fées et que des clairvoyants ont vu Lewis Carroll se lever de sa tombe pour les défendre face aux sceptiques. Bien qu'il s'agisse d'une blague, elle suggère à quel point le lien entre Lewis Carroll et la croyance aux fées est fort parmi la population anglaise.
Dans le jeu vidéo Alice : Retour au pays de la folie, le personnage d'Alice porte sur le nœud de sa robe un crâne qui, dans la version française du jeu, est nommé « la fée de Cottingley ».
L'épisode Petits mondes du spin-off de Doctor Who, Torchwood, montre les photographies. Il est également question des fées dans Une Anglaise à bicyclette, roman de Didier Decoin paru en 2011.

### Sort des objets et documents en rapport avec l'affaire

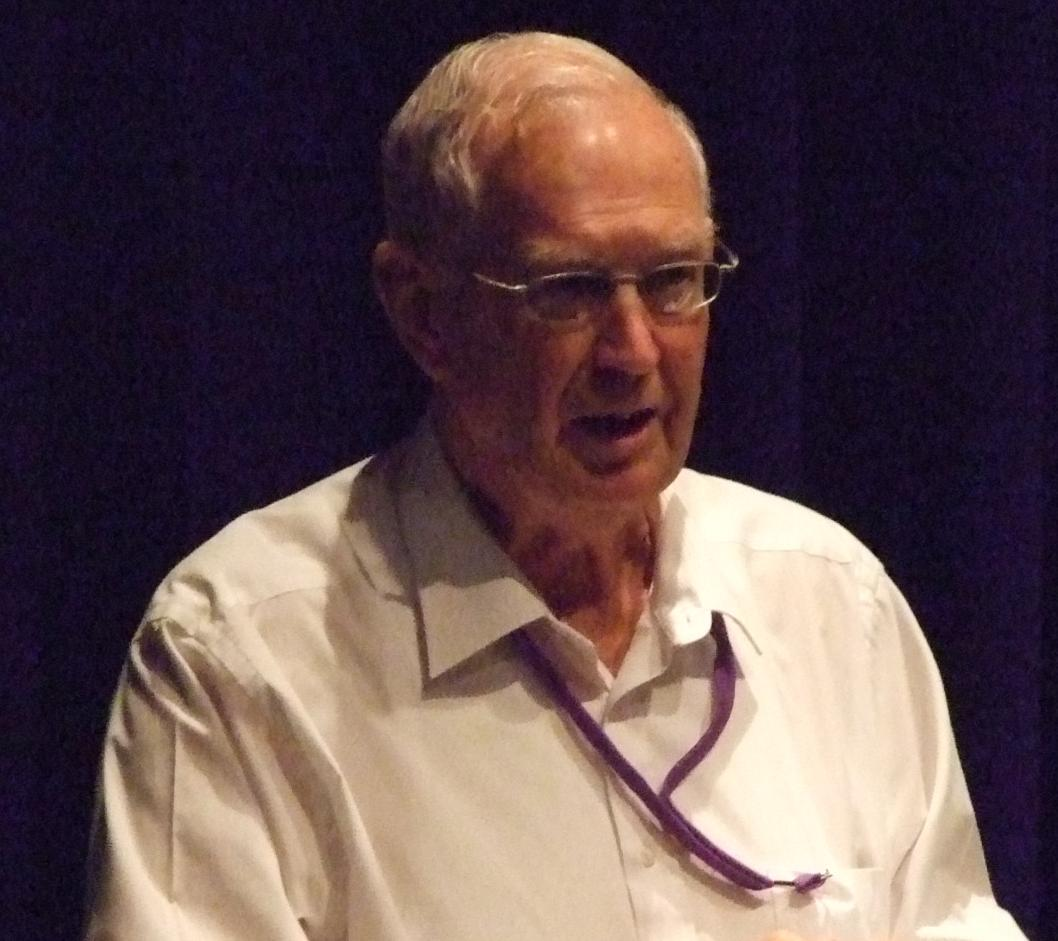
L'écrivain britannique Glen Hill, fils d'Elsie Wright, lors d'une rencontre à Londres.

Des impressions des photographies de fées, ainsi que quelques objets dont une première édition du livre de Conan Doyle, The Coming of the Fairies, ont été vendus aux enchères à Londres pour 21 620 £ en 1998. Cette même année, Geoffrey Crawley a vendu son matériel en rapport avec l'affaire au musée national du cinéma, de la photographie et de la télévision de Bradford (maintenant le National Media Museum), où il est désormais exposé. La collection comprend des tirages des photographies, deux des appareils utilisés par les filles, des aquarelles de fées peintes par Elsie, et une lettre de neuf pages de la main d'Elsie, avouant la supercherie.
Les plaques de verre photographiques ont été achetées pour 6 000 £ par un anonyme lors d'une vente aux enchères tenue à Londres en 2001.
La fille de Frances, Christine Lynch, est apparue dans un épisode de l'émission télévisée Antiques Roadshow de Belfast, diffusée sur BBC One en janvier 2009, avec les photographies et l'un des appareils donnés aux filles par Conan Doyle. L'expert, Paul Atterbury, a estimé la valeur des objets présentés entre 25 000 £ et 30 000 £.
Quelques mois plus tard, la première édition des mémoires de Frances est publiée sous le titre Reflections on the Cottingley Fairies. Le livre contient la correspondance, parfois « amère », entre Elsie et Frances. Il révèle un conflit entre les deux filles à propos de la révélation du canular (le secret a déchiré la famille), et à quel point elles ont souffert de la mise en lumière de l'affaire, notamment Frances qui était entourée de gens voulant lui parler et la toucher, et qui l'ont traitée, dit-elle, « comme une bête de foire ».

### Réflexions sur l'existence des fées à la suite de l'affaire
Une explication au fait que la réalité des photographies ait été si largement admise au sortir de la Première Guerre mondiale réside selon Christine Lynch, la fille de Frances résidant en Irlande du Nord, dans une époque sombre favorable à ce type de croyances. Elle pense d'ailleurs que l'époque actuelle, marquée par la crise, va rendre bon nombre de personnes plus réceptives à « la magie des fées ». En effet, même au début du XXIe siècle, la croyance en l'existence (physique ou spirituelle) des fées de Cottingley perdure bien qu'il ne reste qu'une « poignée d'irréductibles » pour affirmer que les cinq photographies montrent de vraies fées. Il est admis que les histoires féeriques ne sont pas qu'une affaire de folklore. Des témoignages d'observations continuent à être recensés un peu partout dans le monde, même de la part de personnes qui n'ont jamais manifesté le moindre signe de croyance aux fées auparavant. Christine Lynch pense que les fées font partie de la nature, et vivent dans les bois qui l'entourent tout comme les animaux sauvages. Elle a vu le visage de Paul Atterbury se figer lorsqu'elle lui a avoué croire aux fées en direct à la télévision, en 2009.
Dans les années 1980, l'ancien lutteur Ronnie Bennett, qui travaillait dans les bois entourant Cottingley, a affirmé y avoir vu « ce qui ressemble à trois elfes » neuf ans auparavant, par un temps légèrement pluvieux. Il ne les a jamais revus, et déclare qu'ils mesuraient environ dix pouces de haut et le regardaient fixement. Ronnie Bennett en a conclu que les fées de Cottingley ne peuvent pas être qu'un canular.
Récemment, Conan Doyle, qui était devenu un sujet de moquerie à cause de sa crédulité passée et de sa foi aveugle dans le spiritualisme, a été réhabilité grâce à ses déclarations sur la croyance aux fées qui a le mérite, d'après lui, de rendre du charme et du romantisme aux promenades en pleine nature, même pour ceux qui ne les voient pas. C'est également l'avis de l'elficologue Pierre Dubois, spécialiste français de la féerie, qui distingue « ceux qui voient dans les fées une chose naturelle, et ceux qui les ont cherchées et les cherchent encore ». Il décrit tout le petit peuple comme des forces de la nature indissociables des forêts, des rivières et des lieux ensauvagés. Ainsi, même s'il admet que les photographies prises à Cottingley sont des faux reconnus, on ne peut totalement ignorer selon lui les multiples témoignages de théosophes et de médiums qui disent avoir vu des êtres fabuleux, et qui les décrivent avec précision. Il pose la question de savoir si on peut « se permettre de douter de la sincérité de ces clairvoyances ».
L'historien et membre du cercle zététique Paul-Éric Blanrue en conclut que « les fées ne s'agitent pas au bout d'un objectif. Il faut être spirite pour accréditer cette idée. Non, les fées […] vivent dans nos rêves, c'est la raison de leur immortalité ».

### Traductions
1. ↑  « I am learning French, Geometry, Cookery and Algebra at school now. Dad came home from France the other week after being there ten months, and we all think the war will be over in a few days […] I am sending two photos, both of me, one of me in a bathing costume in our back yard, while the other is me with some fairies […] Elsie took that one. ».
2. ↑  « It is funny, I never used to see them in Africa. It must be too hot for them there. ».
3. ↑  « the two negatives are entirely genuine, unfaked photographs … [with] no trace whatsoever of studio work involving card or paper models. ».
4. ↑  « June 30. Dear Miss Elsie Wright. I have seen the wonderful pictures of the fairies which you and your cousin Frances have taken, and I have not been so interested for a long time. I will send you tomorrow one of my little books for I am sure you are not too old to enjoy adventures. I am going to Australia soon, but I only wish before I go that I could get to Bradford and have half an hours chat with you, for I should like to hear all about it. With best wishes. Yours sincerely. Arthur Conan Doyle. Mr Gardner told me about it. ».
5. ↑  « I am inclined to think, in the absence of more detailed particulars, that the photograph showing the four dancing fairies is not what it is claimed to be… ».
6. ↑  « The morning was dull and misty so they did not take any photos until after dinner when the mist had cleared away and it was sunny. I went to my sister's for tea and left them to it. When I got back they had only managed two with fairies, I was disappointed. They went up again on Saturday afternoon and took several photos but there was only one with anything on and it's a queer one, we can't make it out. Elsie put the plates in this time and Arthur developed them next day.

P.S. She did not take one flying after all. ».
7. ↑  « The fairy is standing almost still, poised on the bush leaves. The wings are shot with yellow, and upper part of dress is very pale pink. ».
8. ↑  « The series of incidents set forth in this little volume represent either the most elaborate and ingenious hoax every played upon the public, or else they constitute an event in human history which may in the future appear to have been epoch-making in its character. ».
9. ↑  « I hated those photographs from the age of 16 when Mr Gardner presented me with a bunch of flowers and wanted me to sit on the platform [at a Theosophical Society meeting] with him. I realised what I was in for if I did not keep myself hidden. ».
10. ↑  « Seated on the upper left hand edge with wing well displayed is an undraped fairy apparently considering whether it is time to get up. An earlier riser of more mature age is seen on the right possessing abundant hair and wonderful wings. Her slightly denser body can be glimpsed within her fairy dress. ».
11. ↑  « Two village kids and a brilliant man like Conan Doyle, well, we could only keep quiet. ».
12. ↑  « I never even thought of it as being a fraud, it was just Elsie and I having a bit of fun and I can't understand to this day why they were taken in, they wanted to be taken in. ».